# Luigi XVI di Francia
Luigi XVI di Borbone (Versailles, 23 agosto 1754 – Parigi, 21 gennaio 1793) è stato re di Francia dal 1774 al 1792, avendo ereditato il trono dal nonno Luigi XV; dal 1º ottobre 1791 regnò con il titolo di "re dei Francesi" fino al 10 agosto 1792, giorno della sua deposizione. Di fatto fu l'ultimo vero sovrano assoluto per diritto divino; i suoi poteri divennero quelli di un monarca costituzionale dal 1791, sebbene lo fossero di fatto dall'ottobre 1789.
Inizialmente amato dal popolo, sostenne la guerra d'indipendenza americana, ma non fu in grado di comprendere a pieno gli eventi successivi in patria. Nei primi anni di regno Luigi fu un sovrano riformista: abolì la servitù della gleba, la corvée, la tortura e la pena di morte per diserzione, oltre ad altre tasse imposte ai borghesi e al popolo in favore dei nobili, che furono ostili a queste decisioni, e tentò di migliorare le finanze e la situazione della Francia nominando ministri come Jacques Necker, il fisiocratico Anne Robert Jacques Turgot, Charles Alexandre de Calonne e il giurista illuminista Guillaume-Chrétien de Lamoignon de Malesherbes, infine convocando gli Stati generali.
Continuò la politica di emancipazione degli ebrei e restituzione dei diritti religiosi dei protestanti, di fatto ripristinando l'editto di Nantes, con l'emissione dell'editto di tolleranza di Versailles del 1787, coadiuvato da Malesherbes, verso tutti i non cattolici; esso revocò l'editto di Luigi XIV contro gli ugonotti. In seguito ratificò il provvedimento di piena cittadinanza agli ebrei del 1791 votato dall'Assemblea Nazionale.
Come la maggioranza dei nobili del tempo e anche molti ecclesiastici, Luigi XVI era massone, iniziato nel 1775 in una loggia moderata.
Dalla personalità esitante, accettò almeno formalmente la Costituzione, seppur personalmente contrario in quanto fautore convinto dell'assolutismo e del diritto divino dei re, e tentò di lasciare la Francia con la famiglia nel 1791 con la fuga a Varennes, atto che gli valse la riprovazione di una parte del popolo e probabilmente gli costò la vita poiché considerato un tradimento a favore dei controrivoluzionari emigrati e degli stati stranieri in guerra con la Francia.
Durante la rivoluzione venne chiamato Luigi Capeto, in quanto discendente di Ugo Capeto, fondatore della dinastia, nell'intenzione di dissacrarne lo status di re, e soprannominato derisoriamente Louis le Dernier (Luigi Ultimo; in realtà non sarà l'ultimo re di Francia, distinzione che spetterà a Luigi Filippo, figlio di suo cugino Luigi Filippo II di Borbone-Orléans). Dopo la deposizione, l'arresto e l'instaurazione della Repubblica (1792), fu giudicato colpevole di alto tradimento dalla Convenzione nazionale, venendo condannato a morte e ghigliottinato il 21 gennaio 1793 a Parigi. La sua morte segnò la fine di un'epoca e di un regime. Il giovanissimo figlio Luigi XVII non regnò mai e morì in prigionia nel 1795.
Luigi XVI fu riabilitato legalmente, assieme alla consorte Maria Antonietta, ghigliottinata il 16 ottobre 1793, da suo fratello Luigi XVIII con la Restaurazione (1815) e con l'emanazione della legge contro i regicidi che puniva con l'esilio i membri della Convenzione Nazionale che avevano votato la condanna a morte (1816). La Chiesa cattolica, già dal 1793, ricorda la morte della famiglia reale, celebrando messe di suffragio, principalmente in Francia. La sorella Madame Elisabeth, serva di Dio, e Luigi furono paragonati ai martiri per odio alla fede da papa Pio VI.

## Biografia

### Infanzia

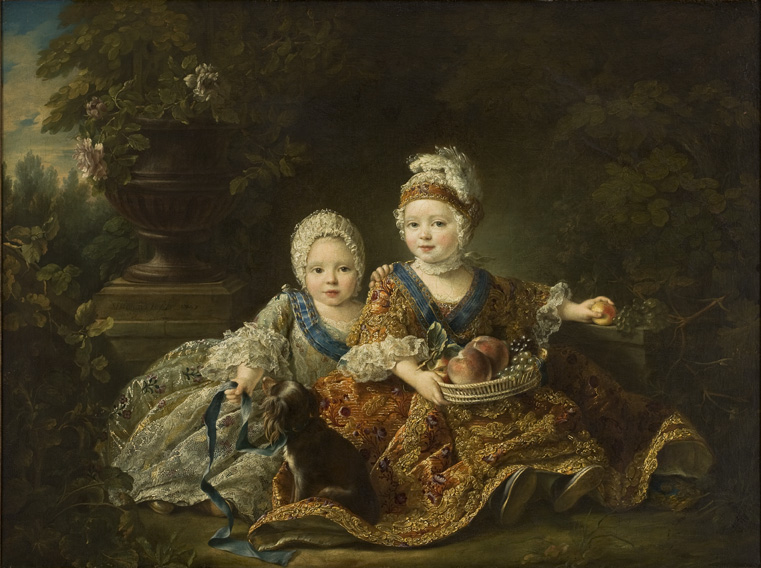
Luigi Augusto, duca di Berry con suo fratello Luigi Stanislao, conte di Provenza.

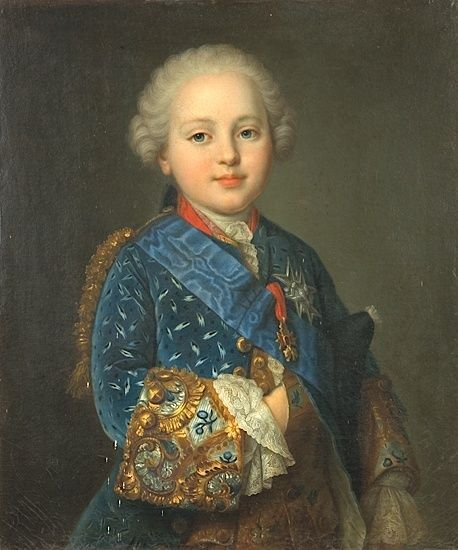
Luigi Augusto ritratto da Jean-Martial Frédou tra il 1760 e il 1762.

Nato a Versailles nella notte del 23 agosto 1754, quarto figlio di Luigi Ferdinando delfino di Francia e di Maria Giuseppina di Sassonia, gli fu imposto il nome di Louis-Auguste e il titolo di duca di Berry. Subito battezzato dal cappellano reale, l'abate di Chabannes - una cerimonia solenne di battesimo, insieme con altri tre fratelli, sarà ripetuta nell'ottobre del 1761 - fu affidato alle cure della governante, la contessa di Marsan. Seguirono i festeggiamenti rituali, con fuochi di artificio e uno spettacolo teatrale a cui assistette tutta la Corte, il balletto La naissance d'Osiris di Jean-Philippe Rameau.
Alla prematura morte del fratello maggiore, il duca di Borgogna Luigi di Borbone-Francia, avvenuta il 22 marzo 1761, Louis-Auguste passò in secondo posto in linea di successione e cominciò la sua istruzione, curata dal precettore, l'ex-vescovo di Limoges Jean-Gilles de Cloëtlosquet, che aveva il compito di insegnargli la lingua e la letteratura latina, al quale si aggiungevano un grammatico, l'abate di Randovilliers, autore del trattatello De la manière d'apprendre les langues, il matematico Jean Antoine Nollet, un insegnante di storia, il conservatore Jacob-Nicolas Moreau, autore della Mémoire pour servir à l'histoire des Cacouacs, nella quale aveva polemizzato ironicamente contro gli illuministi, un insegnante di geografia, materia per la quale mostrò sempre particolare interesse, Philippe Buache, un diplomatico, l'abate Jean-Ignace de La Ville, funzionario del ministero degli Affari Esteri, che aveva il compito di erudirlo sulle complesse vicende della diplomazia internazionale, mentre il gesuita e bibliotecario reale, l'antivoltairriano Guillaume-François Berthier, era incaricato di insegnargli teologia e di educarlo ai principi dell'assolutismo.
Naturalmente, il completamento della sua educazione era assicurato dalle nobili attività sportive della scherma, dell'equitazione e del ballo, oltre che dalle indispensabili pratiche della devozione cattolica. Conosceva molte lingue straniere, tra cui l'inglese, il tedesco e l'italiano.

### Erede al trono

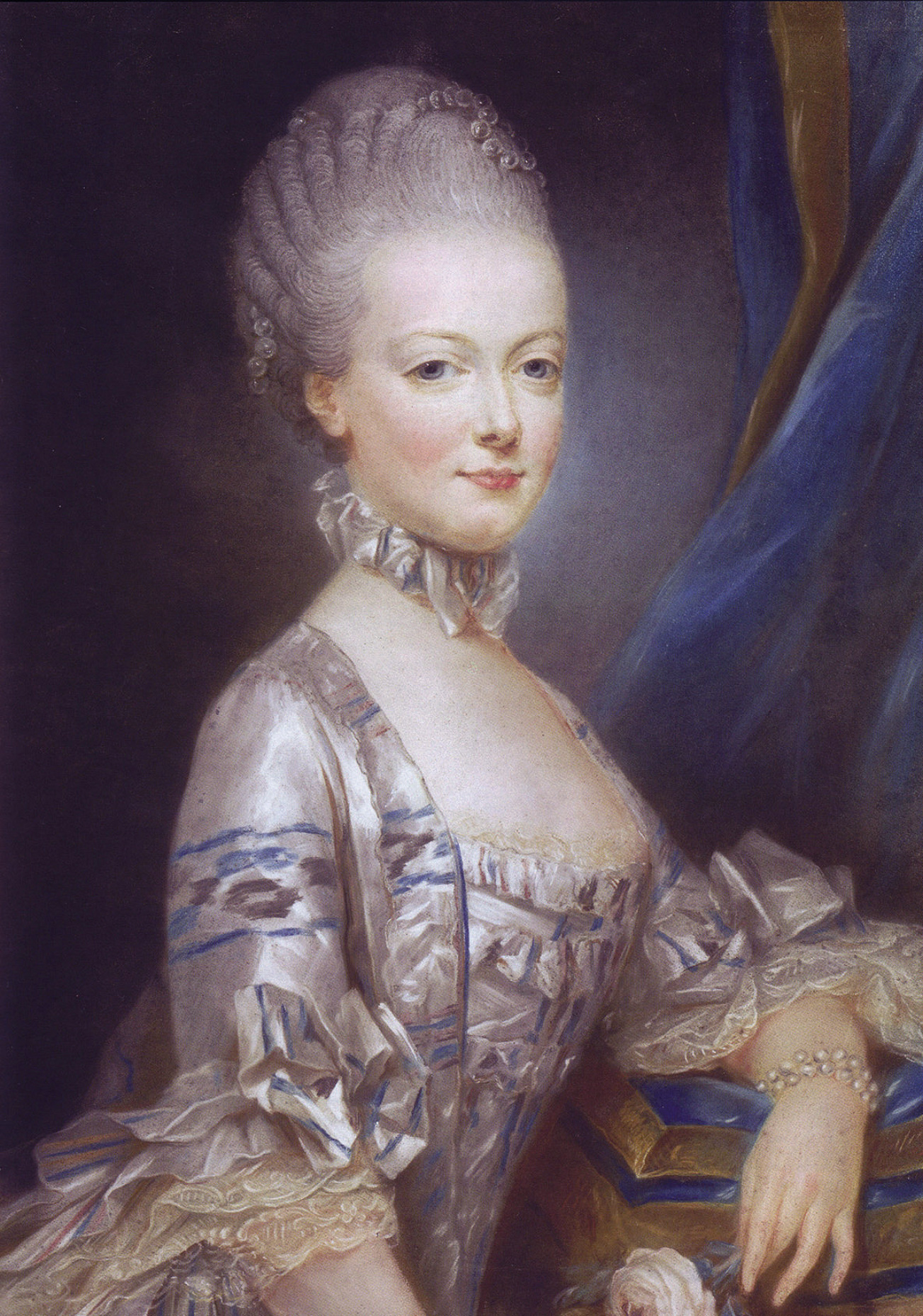
Maria Antonietta a 14 anni nel ritratto ufficiale inviato a Versailles. Pastello di Joseph Ducreux.

Nel 1765, con la morte del padre, il duca di Berry divenne a soli undici anni il nuovo erede al trono. Mentre il nonno, rimasto vedovo nel giugno del 1768, rifiutava di convolare alle nuove nozze, proposte dalla Corte di Vienna, con l'arciduchessa Elisabetta, sfigurata dal vaiolo, ritenendosi ben più soddisfatto della nuova relazione con la giovane Madame du Barry, per il nipote accettava ufficialmente, il 13 giugno 1769, la candidatura di un'altra figlia di Maria Teresa d'Austria, la quattordicenne arciduchessa Maria Antonietta che, oltre a essere di bell'aspetto - come testimoniava il ritratto di Joseph Ducreux appositamente inviato da Vienna a Versailles - portava nelle casse reali 200.000 fiorini, una rendita di 20.000 scudi e una quantità di gioielli e oggetti preziosi.

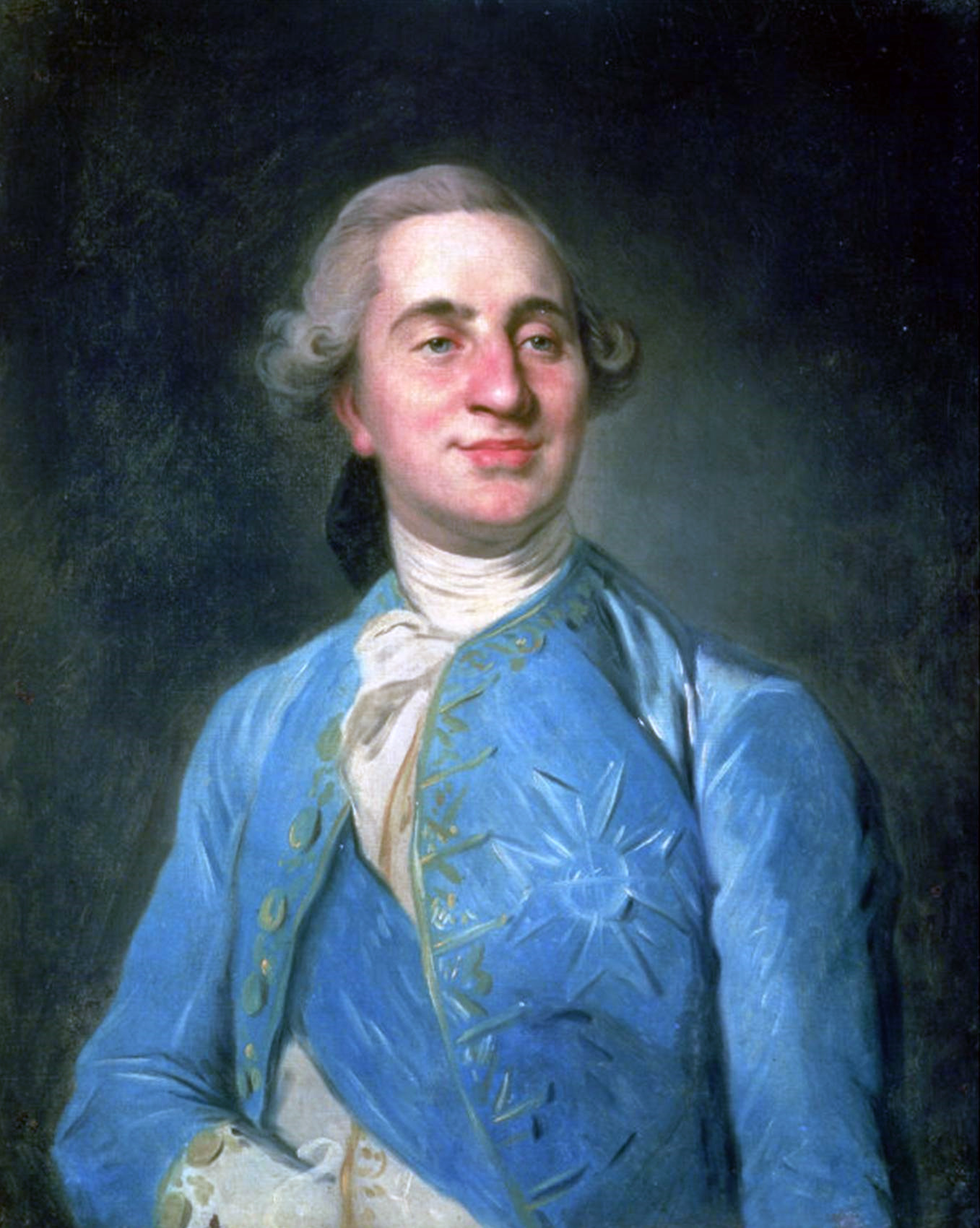
Luigi a vent'anni

Mentre l'ambasciatore francese confidava al cancelliere austriaco che «la natura sembra aver tutto negato a Sua Altezza Reale il Delfino. Nel contegno e nella conversazione il principe rivela una limitatissima attitudine al buon senso, grande mediocrità e una completa mancanza di sensibilità», il 19 aprile 1770 si celebrava a Vienna il matrimonio per procura, celebrato dal nunzio pontificio Antonio Eugenio Visconti. Il corteo dei dignitari austriaci raggiunse Compiègne il 14 maggio, accolto dal re e dall'erede e il matrimonio dei due adolescenti fu celebrato a Versailles due giorni dopo, il 16 maggio 1770.
I giovani sposi, quindicenne lui e quattordicenne lei, iniziarono i rituali festeggiamenti di due settimane;  cominciarono male e si conclusero anche peggio: la prima notte di nozze, il giovane Luigi non onorò i suoi doveri coniugali - una mancanza che si sarebbe ripetuta per anni - e il 30 maggio alcuni fuochi d'artificio caddero sulla folla festante e, nel panico che ne seguì, centinaia di parigini persero la vita calpestati e schiacciati nella ressa. Questo fu uno dei tanti episodi, che i più interpretarono come un cattivo presagio per la futura coppia di sovrani.

### Regno (1774-1792)

#### Nuovo corso

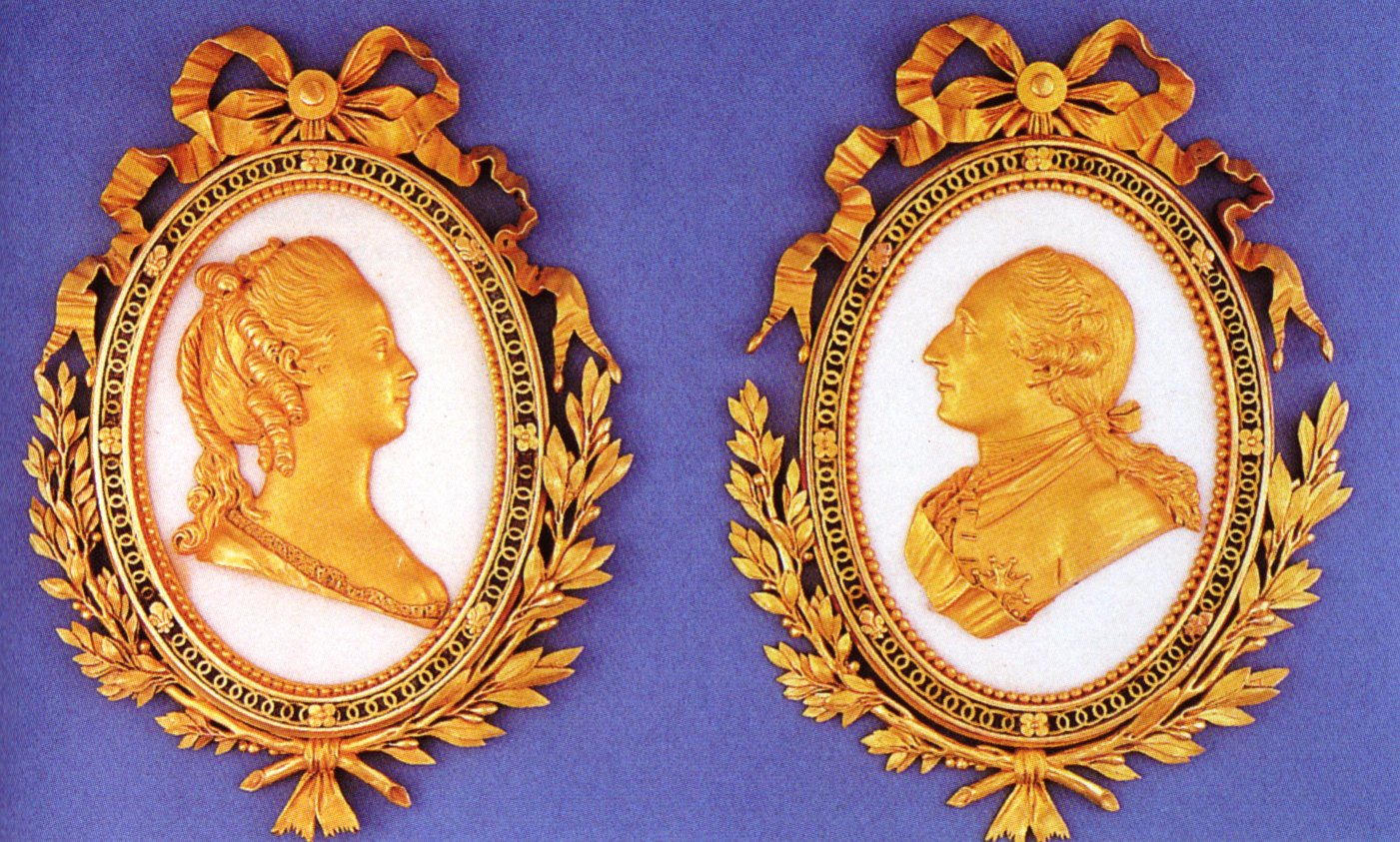
Medaglioni che rappresentano Luigi XVI e Maria Antonietta come re e regina di Francia.

Alla morte per vaiolo di Luigi XV, il 10 maggio 1774, il ventenne Louis-Auguste salì al trono con il nome di Luigi XVI. Abolita, come primo provvedimento, una tassa - il droit de joyeux avènement, da pagare all'insediamento di ogni nuovo sovrano - mandata in convento l'ultima amante del nonno (Madame du Barry, poi liberata l'anno successivo, ma esiliata dalla corte per i suoi pessimi rapporti con la regina e le prozie del re), licenziati alcuni ministri, richiamato a dirigere il Consiglio della corona Maurepas, fatto esiliare da Madame de Pompadour, nominò ministro agli Affari Esteri il conte Charles Gravier de Vergennes, della Guerra il maresciallo Louis Nicolas du Muy e delle Finanze il fisiocratico Jacques Turgot; il 12 novembre si reinsediò il Parlamento, sciolto nel 1771 da Luigi XV.

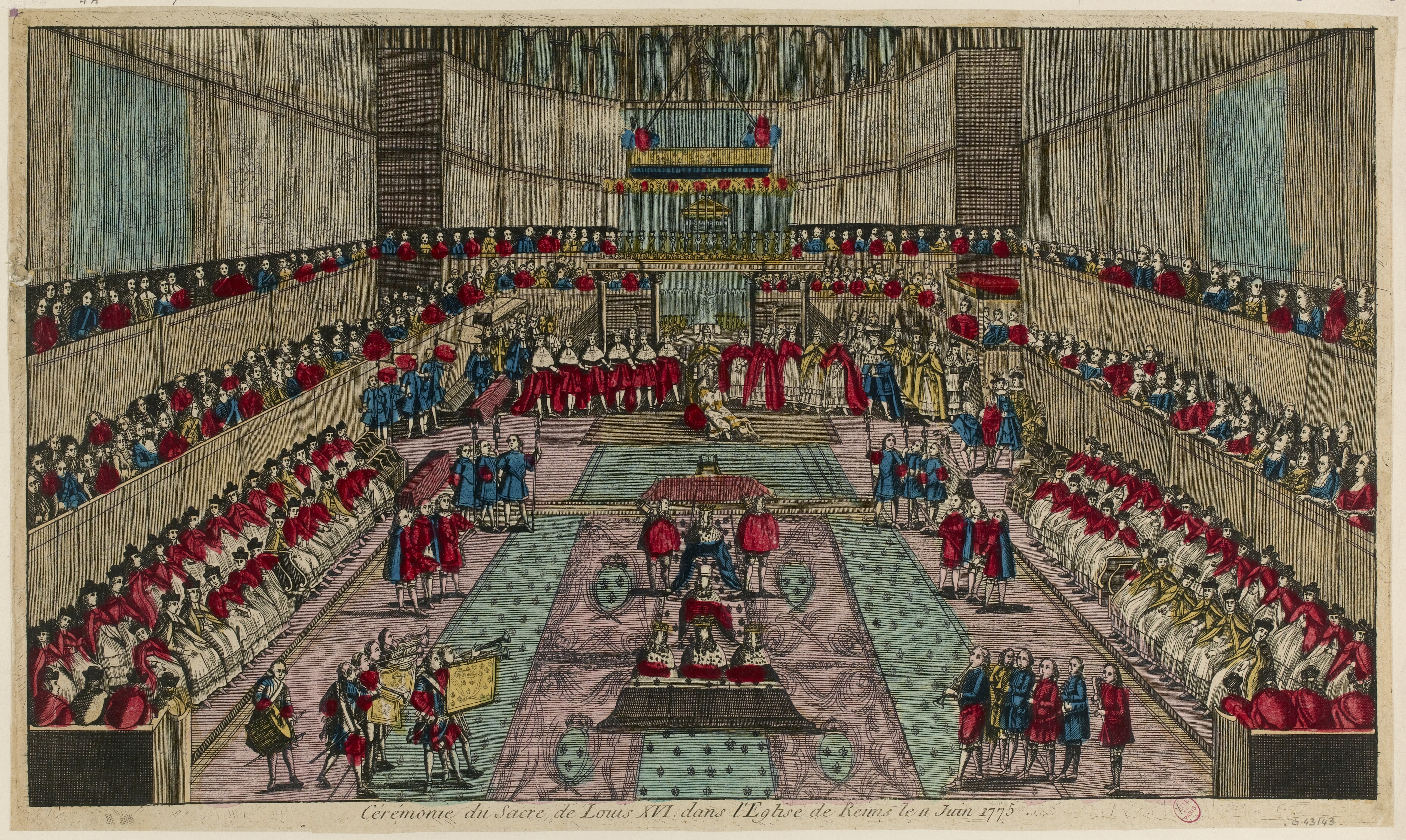
Cerimonia di incoronazione di Luigi XVI

Nella cattedrale di Reims, l'11 giugno 1775, avvenne la cerimonia dell'incoronazione; l'arcivescovo Charles-Antoine de la Roche-Aymon unse otto volte il capo reale recitando l'antica formula: Ungo te in regem de oleo sanctificato in nomine Patri et Filii et Spiritus Sancti e, come re taumaturgo, Luigi impetrò la guarigione di alcuni malati di scrofola imponendo loro le mani.

#### Affiliazione massonica
Nello stesso anno Luigi fu iniziato in massoneria, assieme ai suoi due fratelli il conte di Provenza e il conte d'Artois, in una Loggia fondata il primo agosto all'Oriente della Corte. Una buona parte dei nobili del tempo era massone, così come molti ecclesiastici e ricchi borghesi; tra essi anche le amiche intime di Maria Antonietta, la principessa di Lamballe e la duchessa di Polignac, il cugino del re Luigi Filippo d'Orléans e molti futuri rivoluzionari.

#### Patrocinio di scienziati ed esplorazione

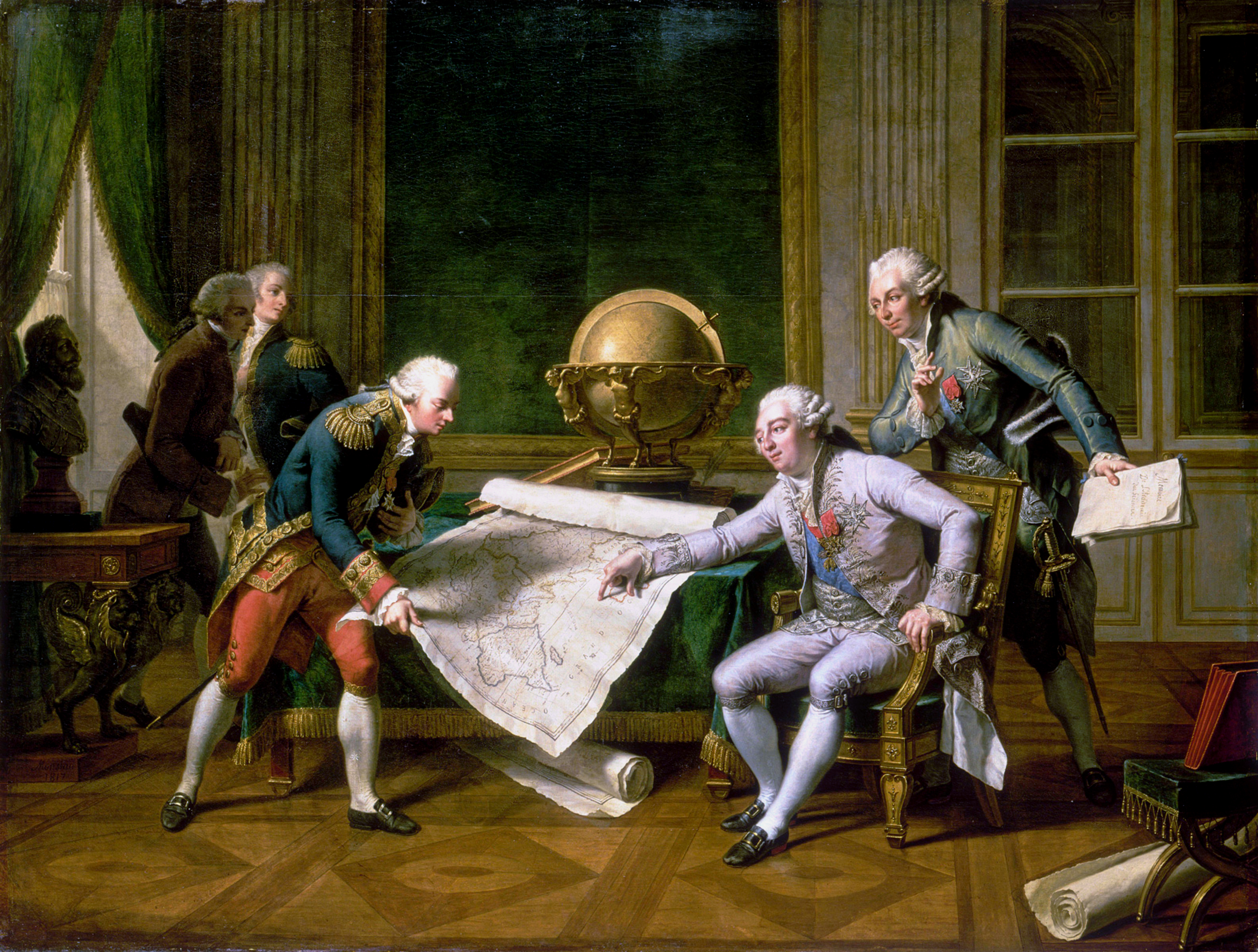
Luigi XVI dà istruzioni a La Pérouse (1785)

Luigi patrocinò anche alcuni scienziati come Antoine Lavoisier e i fratelli Montgolfier, che eseguirono a Versailles uno dei loro esperimenti col pallone volante, e organizzò la famosa spedizione esplorativa di La Perouse, che tuttavia si risolse in un naufragio. Alla notizia del ritorno in Inghilterra dell'esploratore britannico James Cook alla fine del suo secondo viaggio, nel 1775, il governo francese decise di organizzare un viaggio analogo e per il comando la scelta cadde su La Pérouse, già noto navigatore esperto. Nonostante il successivo fallimento di Cook, ucciso nel 1779, il progetto francese andò avanti.
Furono approntate due navi, l'Astrolabe e la Boussole, e a bordo era prevista la presenza di un folto gruppo di scienziati, astronomi, matematici, geologi, mineralogisti e botanici. Fra gli obiettivi della spedizione vi erano l'esplorazione dell'Oceano Pacifico e la ricerca di eventuali sbocchi per il commercio, dall'estremo nord fino all'Australia, dall'Asia all'America. La spedizione, partita nel 1785, dopo molte difficoltà naufragò a Vanikoro nel 1788, dove La Pérouse perse la vita, e di essa non giunsero notizie per decenni.

#### Crisi finanziaria e tentativi di riforma

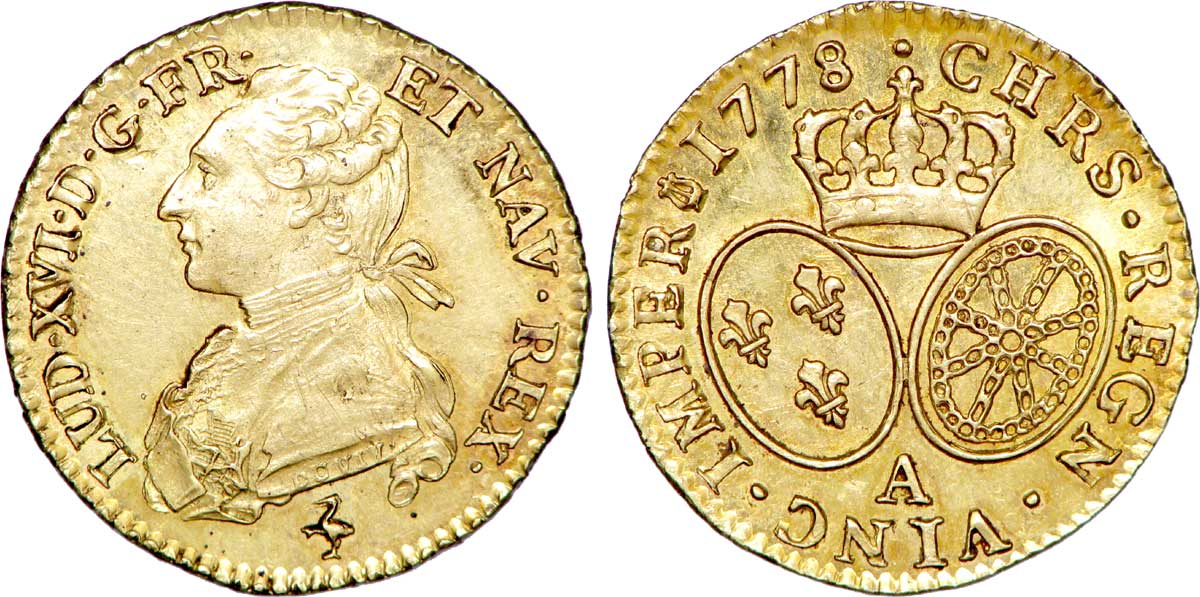
Luigi XVI - moneta da 1 Luigi d'oro

Il primo atto del ministero di Turgot fu di sottoporre al re una dichiarazione di principi: nessuna dichiarazione di bancarotta, nessun aumento delle tasse e forti riduzioni delle spese dello Stato, soppressione di alcune sinecure: il gigantesco deficit statale fu ridotto quel tanto che gli permise di negoziare con le banche un prestito al 4%. Pensava di sostituire le imposte indirette con una tassa generale sugli immobili, colpendo i maggiori redditi e favorendo i consumi e propose la liberalizzazione del commercio del grano con il decreto del 13 settembre 1774, incontrando l'opposizione del governo e del re: elogiato dagli illuministi, divenne oggetto della satira degli speculatori, fra i quali si contavano esponenti dell'alta aristocrazia. Il cattivo raccolto del 1774 portò l'anno dopo all'aumento del prezzo della farina e a conseguenti moti popolari che vennero repressi dal governo, nel quale entrò a far parte anche Malesherbes. Le misure di requisizione per garantire l'approvvigionamento della capitale causarono una vera e propria guerra delle farine: i tumulti proseguirono per diversi mesi fino a quando, il 2 maggio 1775, a seguito di una manifestazione di contadini nelle vicinanze di Versailles, Luigi XVI impose un calmiere sui prezzi.
L'8 agosto 1779, il re firmò il decreto che aboliva la servitù della gleba, mentre nel 1780 avviò un tentativo di riformare la giustizia, cominciando con l'abolizione della tortura.

#### L'Editto di Tolleranza

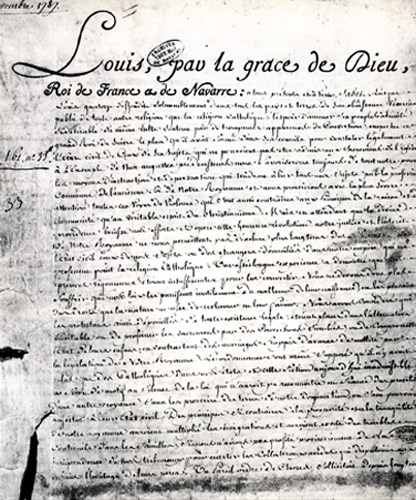
L'Editto di Tolleranza del 1787

Anche la proposta dell'annullamento dell'Editto di Fontainebleau, che discriminava i protestanti, riconoscendo ai soli cattolici il diritto di culto, incontrò l'opposizione del clero che, riunito in assemblea, il 3 luglio 1775, dichiarò «infame» la libertà di pensiero e di stampa; Luigi XVI cedette. Solo nel 1787, su impulso decisivo di Malesherbes, Luigi concesse la libertà di culto con l'Editto di Versailles, che ripristinava quello di Nantes emanato da Enrico IV: con questo atto il Re conferiva ai non cattolici in Francia il diritto di praticare apertamente le loro religioni, nonché lo statuto giuridico e civile, compreso il diritto di contrarre i matrimoni senza dover convertirsi alla fede cattolica. L'editto fu firmato il 7 novembre 1787 e registrato dal Parlamento di Parigi il 29 gennaio 1788. La sua emanazione fu dovuta alle argomentazioni persuasive di Turgot, dell'ex-primo ministro Duca de Choiseul, di Benjamin Franklin, e in particolare del lavoro del ministro Guillaume-Chrétien de Lamoignon de Malesherbes e di Jean-Paul Rabaut Saint-Étienne, portavoce della comunità protestante, che vinsero le resistenze del clero cattolico che fino ad allora avevano condizionato il titubante sovrano. Benché non proclamasse la libertà di religione in tutta la Francia, cosa che si sarebbe verificata solo con la Dichiarazione dei diritti dell'uomo e del cittadino del 1789, l'Editto fu un passo importante nel pacificare le tensioni religiose e porre fine definitiva alla persecuzione religiosa degli ugonotti in Francia. La Chiesa riuscì tuttavia a fare apporre una clausola di esclusione verso gli ebrei facendo pressioni sul Parlamento, ed essi furono emancipati solo con la rivoluzione con decreto dell'Assemblea Nazionale.

#### Le dimissioni di Turgot e Necker

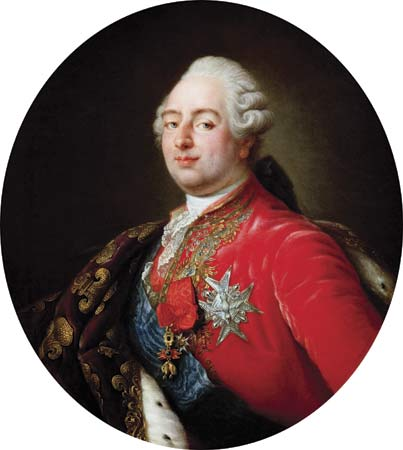
Luigi XVI nel 1786

Nel gennaio 1776 Turgot presentò al Consiglio reale i decreti con i quali intendeva sopprimere la corvée reale (legge che fu approvata), le corporazioni - per favorire la libertà d'impresa - e imporre nuove tasse per i tre ordini della borghesia, dell'aristocrazia e del clero - quest'ultimo fu però subito esentato su richiesta del Maurepas. Fu sommerso da un coro di proteste: ebbe l'opposizione violenta della nobiltà e del Parlamento e la regina gli fu ostile, vedendosi negare la concessione di privilegi per i suoi favoriti, come la duchessa de Polignac o la principessa de Lamballe. Luigi XVI, che pure aveva imposto le nuove leggi attraverso un lit de justice, fece marcia indietro e lo licenziò il 12 maggio 1776. Ne ebbe in risposta una lunga lettera che prevedeva con molti anni di anticipo l'epilogo tragico della parabola della monarchia, nella quale Turgot scriveva che:
Il sostituto Jean-Étienne-Bernard de Clugny-Nuys morì pochi mesi dopo, avendo fatto però in tempo ad aggravare gravemente le casse dello Stato indebitando l'erario di altri 15 milioni di lire. 

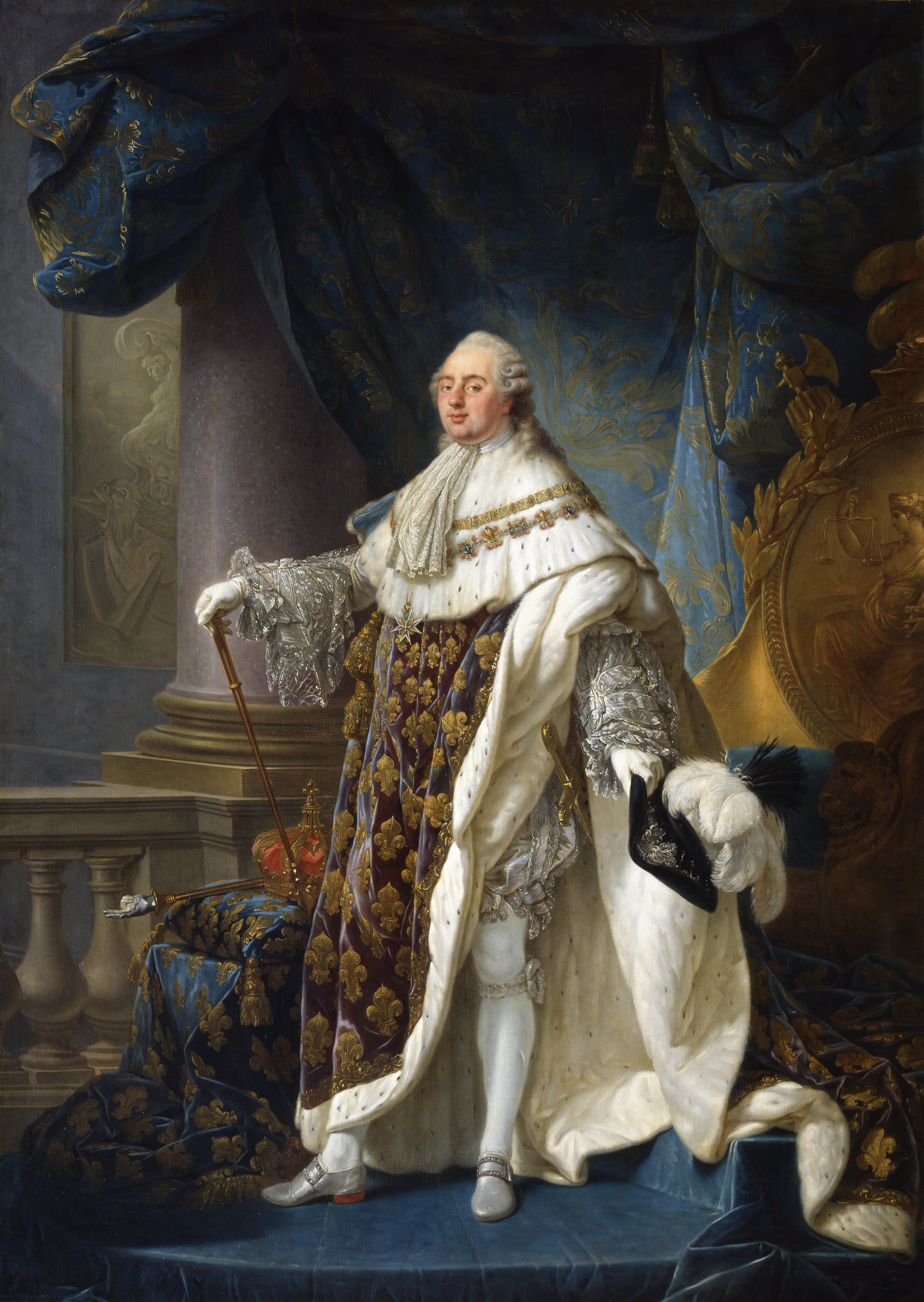
Antoine-François Callet, Ritratto di Luigi XVI con le vesti dell'incoronazione (1779)

Il successore, il ginevrino calvinista Jacques Necker, non si oppose alle nuove spese necessarie a preparare la guerra contro l'Inghilterra e, confidando nella bontà del sistema creditizio, lanciò nuove obbligazioni che indebitarono l'erario di ulteriori 530 milioni di lire. Riuscì a fare delle economie ma evitò di toccare i privilegi dei nobili, guadagnandosi la loro riconoscenza e, il 19 febbraio del 1781, pubblicò - per la prima volta nella storia della Francia - un Rendiconto del bilancio statale, che era tuttavia in gran parte frutto dell'ottimismo della sua fantasia, rappresentando un avanzo di 10 milioni, avendo coscientemente trascurato di indicarvi molte voci passive.
Tuttavia risultarono finalmente pubbliche le ingenti spese di cui lo Stato si faceva carico per garantire prebende, pensioni e distrazioni a favore di chi aveva soltanto la fortuna di una nascita privilegiata. La grande popolarità acquisita da Necker presso le classi elevate si mutò così in ostilità aperta: il primo ministro Maurepas, già geloso del suo successo, prese a pretesto la fede protestante di Necker per rifiutargli l'ingresso nel Consiglio di Stato. Luigi XVI non solo non lo difese ma non volle nemmeno più riceverlo, così che Necker rassegnò le dimissioni nelle mani della regina il 19 maggio 1781. Necker fu sostituito da de Calonne e poi da de Brienne, prima di essere richiamato dal re, ma solo nel 1788. Fu tentata anche un'altra riforma delle tasse, ma la nobiltà oppose resistenza nel corso dell'Assemblea dei Notabili (1787).

#### La famiglia

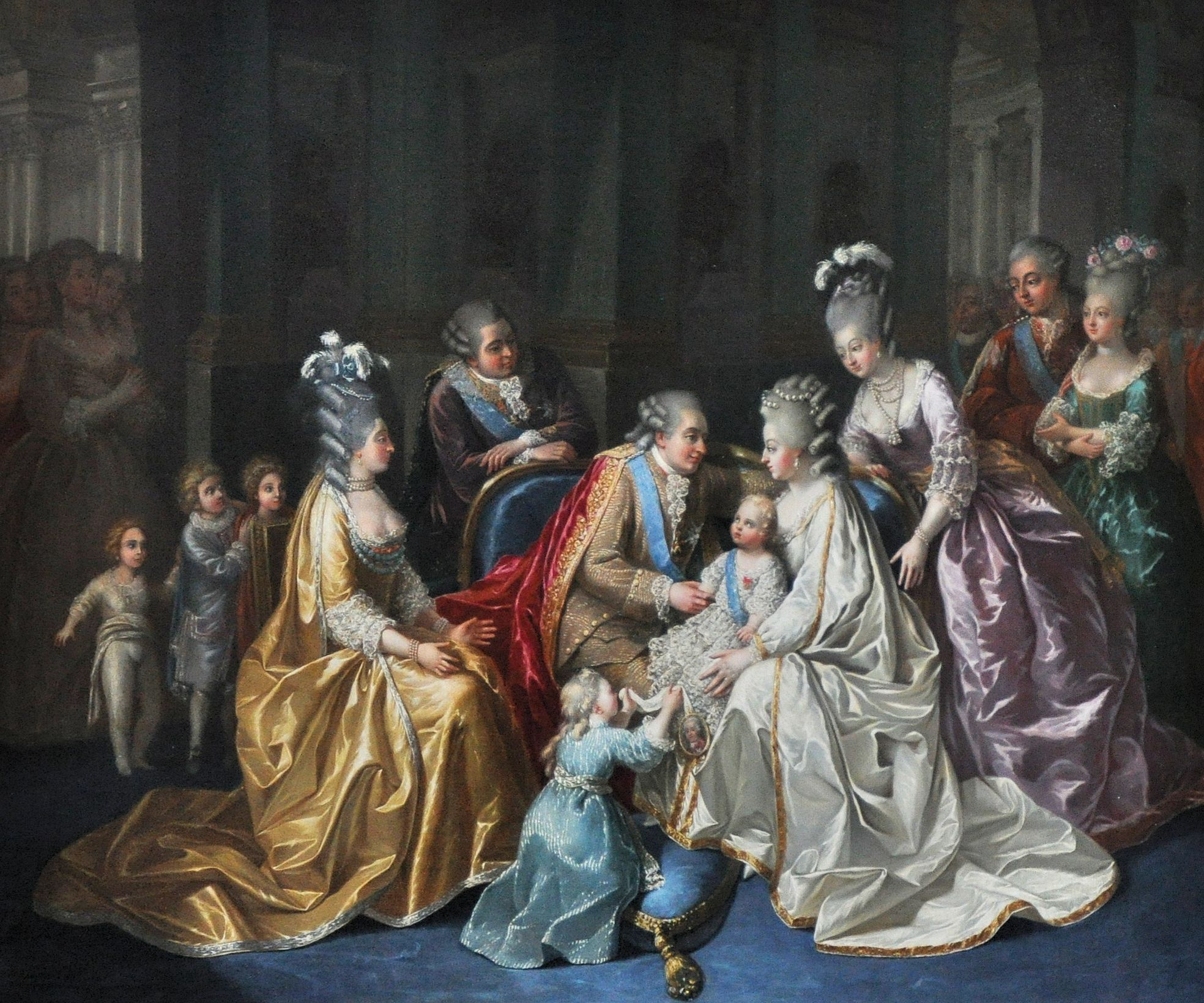
La famiglia reale francese nel 1782

Intanto il re, dopo sette anni di indugi, nell'agosto del 1777 aveva preso un'iniziativa che rese felice Maria Antonietta, tanto da indurla a scrivere alla madre che «otto giorni fa le nozze sono state pienamente consumate e ancora una volta ieri nel miglior modo possibile. Avrei voluto inviarti un corriere speciale per farti avere subito la lieta notizia, ma sarebbe stato eccessivo». Passeranno ancora molti mesi perché rimanesse incinta ma finalmente, il 19 dicembre 1778, alla presenza, come da etichetta, di un numeroso ed eterogeneo consesso, l'augusta consorte di Luigi dava alla luce - con malcelata delusione degli astanti - una bambina, che fu subito battezzata con il nome di Maria Teresa Carlotta (1778-1851). Per avere il sospirato erede - che tuttavia al trono non salirà mai - occorreranno altri anni: il 22 ottobre 1781 nascerà Luigi-Giuseppe-Saverio-Francesco (1781-1789), il 27 marzo 1785 Luigi-Carlo (1785-1795) e l'anno dopo cadrà l'ultimo lieto evento della nascita di Sofia Beatrice (1786-1787), destinata peraltro a morte prematura.

#### Politica estera
L'anno seguente all'incoronazione di Luigi, i coloni inglesi d'America si erano rivoltarono contro la madrepatria: la Francia sperò di sfruttare la situazione per riguadagnare almeno una parte delle colonie canadesi perdute al termine della Guerra dei sette anni. Mentre ufficialmente il governo francese dichiarava la propria neutralità nel conflitto, segretamente allacciava contatti con i rappresentanti del Congresso di Filadelfia, promettendo aiuti militari.

##### Guerra anglo-francese

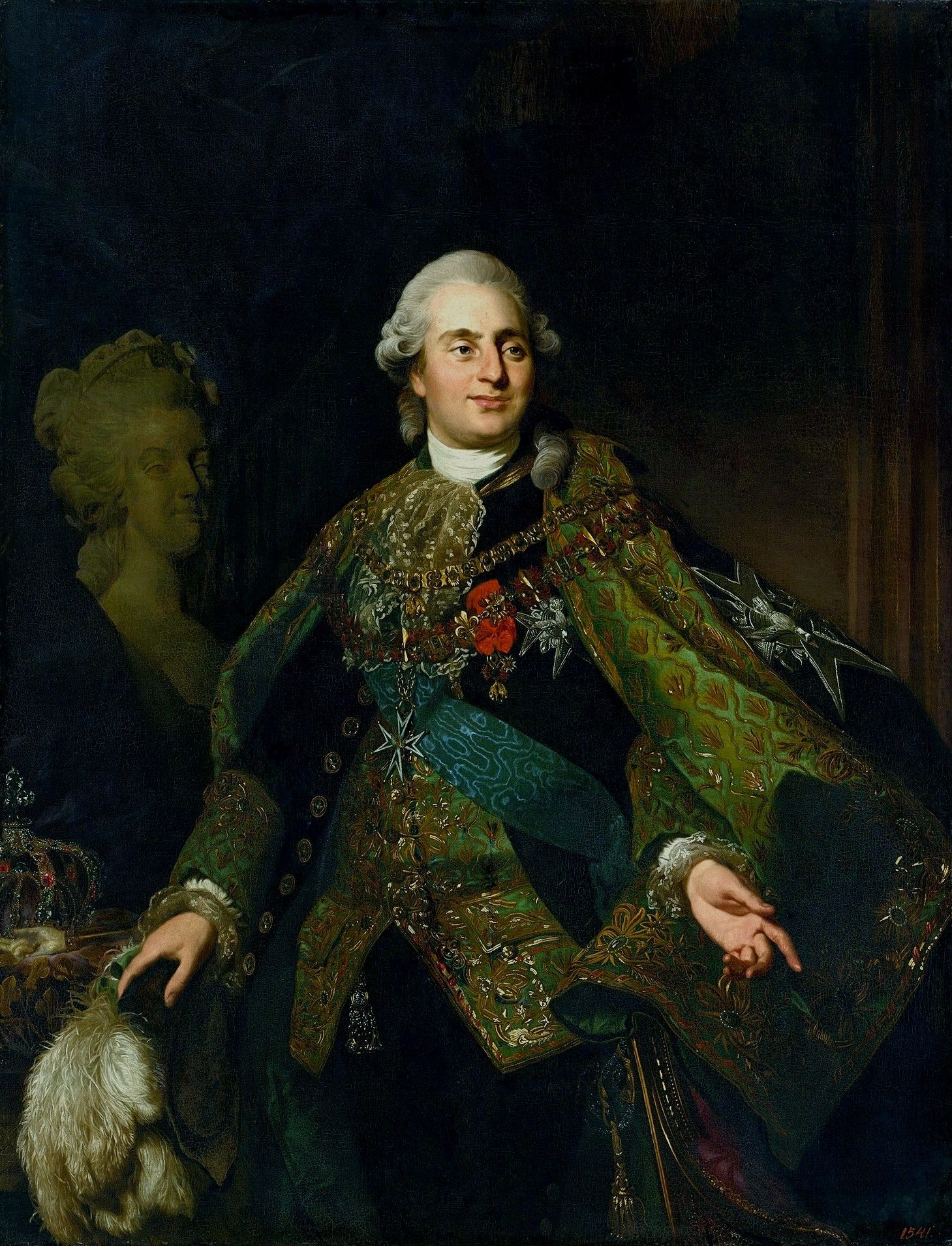
Alexander Roslin, Luigi XVI con le insegne dell'Ordine dello Spirito Santo, 1782-1783

L'8 febbraio 1778 la Francia rense pubblica l'alleanza stipulata con gli insorti americani e il 13 marzo ruppe le relazioni diplomatiche con il Regno di Gran Bretagna, dando inizio alla guerra anglo-francese. La guerra fu fortemente voluta da Luigi XVI che accolse a Versailles con tutti gli onori il borghese Benjamin Franklin e riuscì a coinvolgere nell'impresa la Spagna di Carlo III, in realtà timorosa di appoggiare una guerra d'indipendenza che poteva essere imitata dalle sue immense colonie americane, con il miraggio di recuperare la Florida, perduta quindici anni prima, le Baleari e Gibilterra.
Con il Trattato di Parigi, con cui nacquero gli Stati Uniti d'America, i francesi ottennero poco, se non si conta un'ulteriore aggiunta all'enorme debito nazionale ascritto alla Corona e un deficit pubblico fortissimo, e la restituzione delle colonie del Senegal e di Tobago.

#### Rivoluzione francese e deposizione
La grande crisi agricola fu aggravata gli effetti della disastrosa eruzione del Laki (1783), vulcano dell'Islanda. Su consiglio del ministro Necker, il quale propose inizialmente ma invano al re di disconoscere gli elevati debiti accumulatisi nel corso degli anni fra le spese di corte e soprattutto i finanziamenti per la partecipazione alla Guerra d'indipendenza americana (i cui costi raggiunsero complessivamente i 2.000 milioni di Livre dell'epoca e si andarono ad aggiungere alle cifre spese dai monarchi precedenti per le guerre come quella dei sette anni), nonostante la regina fosse contraria, nel 1788 Luigi ordinò l'elezione degli Stati generali (la prima riunione degli Stati generali dal 1614), allo scopo di far approvare le riforme monetarie. L'elezione fu uno degli eventi che trasformarono il malessere generale nella rivoluzione francese, che cominciò nel giugno 1789. Negli stessi mesi, la salute del delfino Luigi Giuseppe, malato di tubercolosi ossea, peggiorò drasticamente; l'erede al trono morì il 4 giugno, assistito dai genitori.
Il Terzo Stato si era autoproclamato come Assemblea nazionale; i tentativi di Luigi di controllarla, fra cui la chiusura dei cancelli di Versailles il 20 giugno 1789 (ricordato come uno dei più grandi atti di totale negligenza alla nazione), produssero come conseguenza l'uguale riunione dei deputati presso la sala della Pallacorda, in un edificio poco distante dal palazzo del re, ove fu stipulato il Giuramento della Pallacorda e la dichiarazione dell'Assemblea nazionale costituente il 9 luglio. Il 14 luglio avvenne a Parigi la Presa della Bastiglia, seguita ad alcuni violenti scontri fra popolazioni e truppe straniere reali. Il re passò il giorno a caccia intorno a Versailles, annotando poi che nulla di rilievo era avvenuto; soltanto la notte tra il 14 e il 15 luglio Luigi XVI venne a conoscenza dei tumulti e della Presa della Bastiglia dal duca de la Rochefoucauld-Liancourt, rappresentante agli Stati Generali, il quale irruppe nelle stanze del re in piena notte contro ogni etichetta di corte e riuscendo ad accedere alla camera del sovrano, cosa mai accaduta prima; il re gli chiese: «È una ribellione?», a cui il duca diede la famosa risposta: «No, sire! Una rivoluzione». Quattro giorni dopo, Rochefoucauld-Liancourt fu eletto presidente dell'Assemblea nazionale, ma dopo poco abbandonò Parigi e, alla testa di una divisione in Normandia, offrì invano al re un rifugio a Rouen.
Maria Antonietta, ferma sostenitrice dell'assolutismo, cercò di convincere il marito a reprimere l'insurrezione, ma Luigi XVI non voleva provocare un conflitto a tutto campo e rifiutò, cedendo effettivamente Parigi ai rivoluzionari. Il 4 agosto l'Assemblea abolì il feudalesimo e tutti i privilegi, fatto che sancì la fine giuridica dell'Ancien Régime. Il 5 ottobre la famiglia reale venne costretta a spostarsi nel Palazzo delle Tuileries a Parigi da una folla tumultuante. Il 27 dicembre accettò di raddoppiare i delegati del Terzo stato.

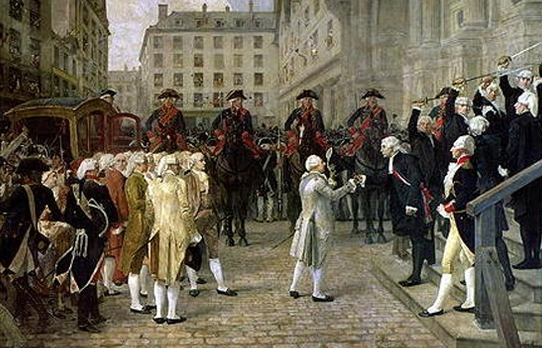
La Fayette e Bailly ricevono Luigi XVI al Municipio di Parigi (1789)

Nonostante la sua indecisione nel riprendere in mano la situazione, era un conservatore e, in una lettera segreta inviata al re Carlo IV di Spagna, suo cugino, il 12 ottobre 1789, si dichiarava contrario a ciò cui invece sembrava consentire: era costretto con la forza a quegli atti. Luigi era perplesso riguardo alle riforme sociali, politiche ed economiche della rivoluzione, tuttavia puntava sempre a non creare strappi violenti. I principi rivoluzionari della sovranità popolare, benché centrali per i principi democratici dell'epoca successiva, segnarono una rottura decisiva rispetto al principio della monarchia assoluta che vedeva il trono e l'altare come cuore del governo. 

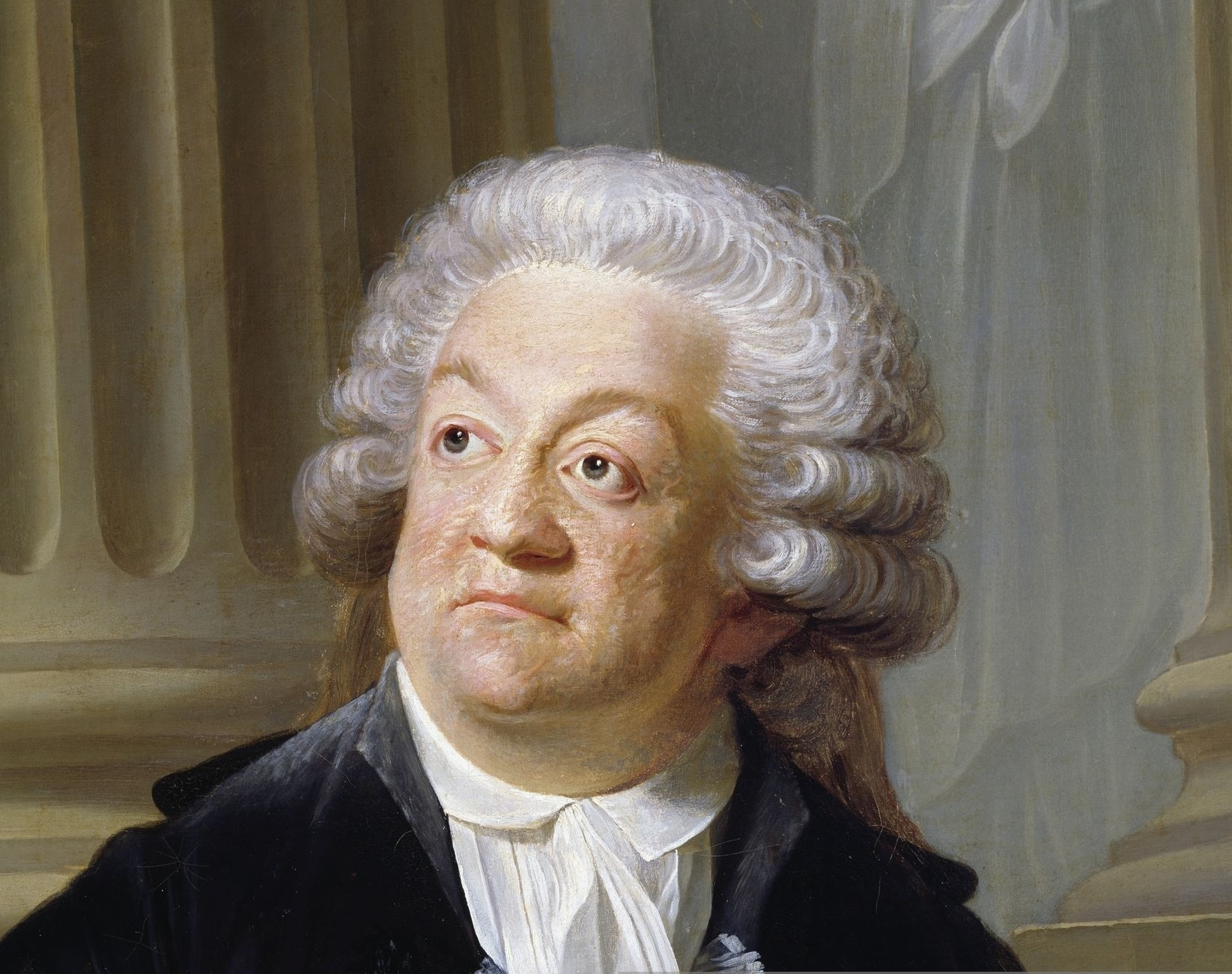
Mirabeau ritratto da Joseph Boze

Ledendo tali principi, radicati profondamente nella concezione tradizionale della monarchia, nonostante le critiche del pensiero illuminista fossero ormai una koiné intellettuale nelle élite di mezza Europa, la Rivoluzione venne avversata da quasi tutta la precedente élite di governo francese e da praticamente tutti i governi europei. Anche alcune figure di spicco dell'iniziale movimento rivoluzionario erano dubbiose sui principi del controllo popolare del governo. Alcune di esse, soprattutto Honoré Gabriel Riqueti de Mirabeau, un nobile simpatizzante della rivoluzione, Gilbert du Motier de La Fayette, generale della rivoluzione americana, e Jean-Sylvain Bailly, scienziato e sindaco di Parigi, cercavano di deviare gli eventi verso una forma di monarchia costituzionale parlamentare all'inglese. In passato Mirabeau era stato fermo contro le ingerenze regali: il 23 giugno 1789, a Henri-Évrard de Dreux-Brézé, gran maestro di cerimonie, venuto a consegnare l'ordine di scioglimento dell'Assemblea costituente firmato dal re Luigi XVI rispose che «voi che non avete qui né posto né voce, né diritto di parlare, voi non siete adatto a riportarci le sue parole. Tuttavia, per evitare ogni equivoco e ogni ritardo, io vi dichiaro che se siete stato incaricato di farci uscire di qui, voi dovete chiedere degli ordini per usare la forza; perché noi lasceremo i nostri posti soltanto a causa della potenza delle baionette».

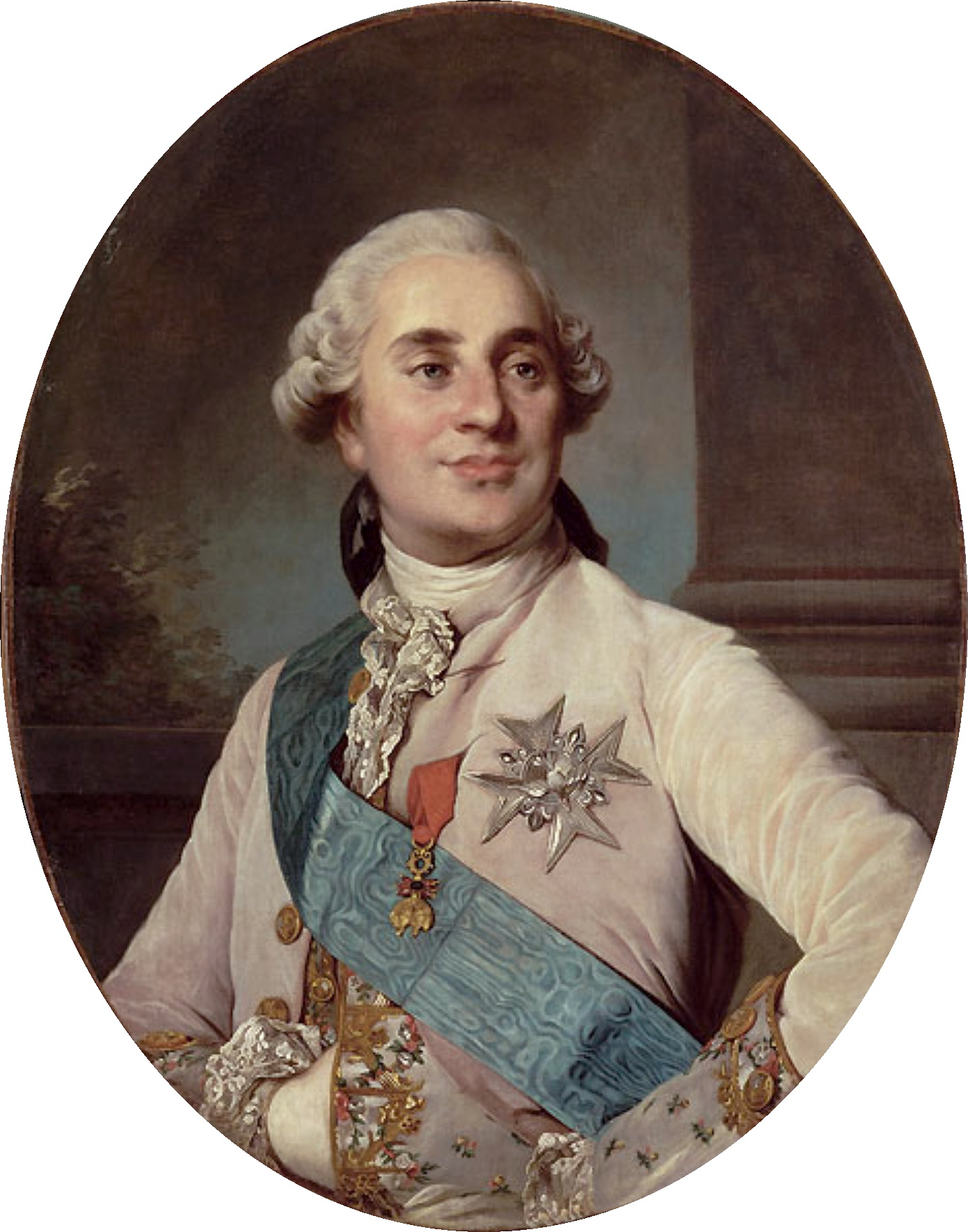
Luigi XVI a vent'anni, con le insegne dell'Ordine di San Luigi.

Col tempo però ricominciò ad avvicinarsi alla monarchia. Nel febbraio del 1790 Luigi XVI era stato costretto ad approvare la bozza di Costituzione. In quel periodo cominciarono i contatti diretti tra i sovrani e il conte de Mirabeau, che decise di aiutare la monarchia, indirizzandola verso un modello costituzionale. Sebbene Maria Antonietta disapprovasse la condotta morale di quell'uomo, con fama di essere corrotto e libertino, accettò di farsi aiutare. Mirabeau, invece, ammirava la regina per la sua "virile" determinazione, tanto da giungere a dire: «Il re ha un solo uomo con sé: sua moglie!».
In cambio di denaro il deputato avrebbe mandato numerose annotazioni ai sovrani per chiarire la situazione politica, secondo il suo punto di vista. Mirabeau riuscì a far apporre nella carta costituzionale significativi miglioramenti per la situazione del re, tra cui l'inviolabilità, la sanzione regia e il diritto di veto, e i sovrani ne furono contenti. Nello stesso tempo, all'esterno, i sovrani erano visti dagli emigrati come dei traditori della causa monarchica; all'interno, invece, i parigini si abituarono a vedere il re come un traditore della nazione, meritevole di essere punito con la morte.

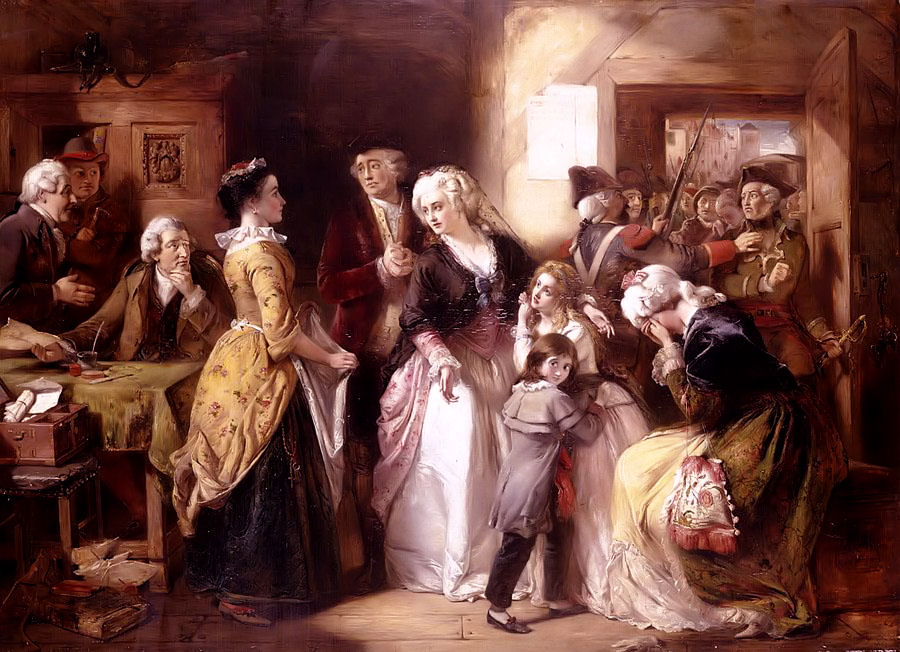
Arresto della famiglia reale a Varennes

La morte improvvisa di Mirabeau il 2 aprile e la depressione di Luigi indebolirono fatalmente questi sviluppi. Il re non condivideva i propositi di restaurazione immediata e radicale fatta propria da alcuni parenti emigrati (il Conte d'Artois, il Conte di Provenza e il principe di Condé) e inviò a essi ripetuti messaggi pubblici e privati che li richiamavano a fermare i tentativi di lanciare una controrivoluzione (spesso attraverso il suo reggente nominato segretamente, l'ex primo ministro cardinale de Brienne), per timore di una guerra civile, ma allo stesso tempo si sentiva a disagio di fronte alla sfida al ruolo tradizionale del monarca e al trattamento riservato a lui e alla sua famiglia. Era in particolare irritato dal fatto di essere tenuto praticamente prigioniero nelle Tuileries, dove la moglie venne costretta in modo umiliante a essere sorvegliata da soldati rivoluzionari nella sua stessa camera da letto, e dal rifiuto del nuovo regime di permettergli di scegliere sacerdoti e confessori cattolici di sua scelta, piuttosto che i "sacerdoti costituzionali" creati dalla Rivoluzione con la Costituzione civile del clero, uno dei provvedimenti a cui fu più avverso.
Il 21 giugno 1791, Luigi tentò la fuga con la famiglia, nella speranza di costringere la Rivoluzione a una svolta moderata, più di quanto fosse possibile restando nella Parigi radicale, ma pecche nel piano causarono ritardi sufficienti a far sì che venissero riconosciuti e catturati a Varennes. Questo fatto, unito ai documenti dell'armoire de fer, in cui si svelavano le trattative del re con le potenze nemiche, segnò di fatto la sua fine. Luigi venne ricondotto a Parigi dove rimase nominalmente come monarca, di fatto ormai costituzionale e inizialmente sospeso dalle funzioni, ma in realtà agli arresti domiciliari, fino al 1792. Detestava privatamente e non accettò mai la Costituzione del 1791, che fu costretto a ratificare: come la moglie, sperava di schiacciare la rivoluzione e restaurare l'assolutismo borbonico. Tuttavia al processo Luigi negò questa intenzione.

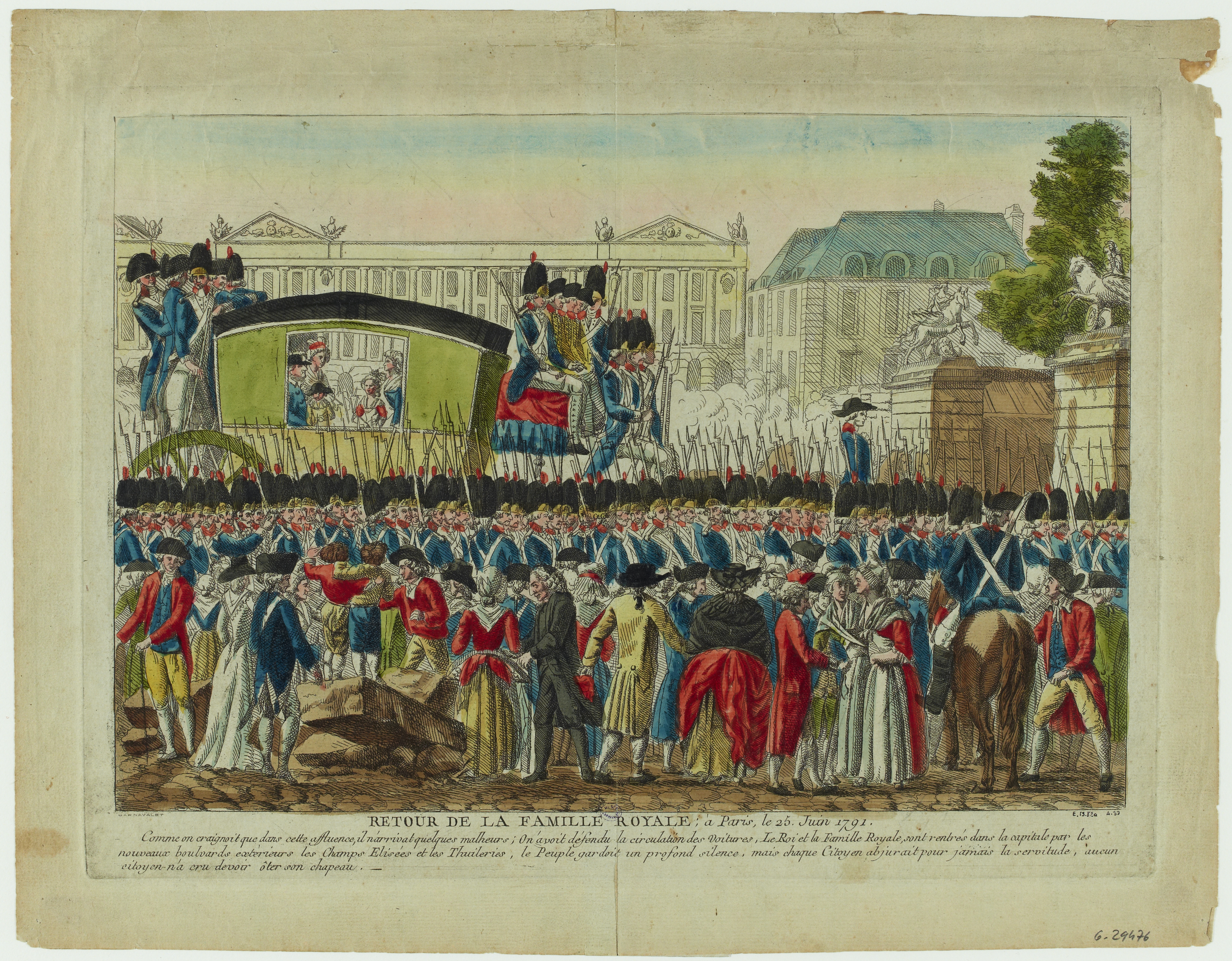
Il ritorno della famiglia reale dopo la tentata fuga

Luigi XVI, consapevole della disorganizzazione che regnava nell'esercito francese, sperava segretamente nello scoppio di una guerra che avrebbe sconfitto i rivoluzionari e riportato i pieni poteri alla monarchia; dello stesso parere era il Club dei Foglianti. La sinistra, in particolare i Girondini, era anch'essa favorevole allo scoppio di un conflitto armato, con il quale avrebbe potuto tentare di esportare la rivoluzione nel resto d'Europa. Dunque ognuno, per diversi motivi, desiderava la guerra (tra i pochi contrari vi fu Robespierre che preferiva consolidare ed espandere la rivoluzione in Patria, in quanto secondo lui "nessuno ama i missionari armati" e la nazione "vuole la libertà e la pace (...) respinge ogni progetto di guerra che sarebbe proposto per annientare la libertà e la Costituzione, anche sotto il pretesto di difenderla").
Poco prima della fuga, Luigi redasse una lettera aperta ai francesi, poi ritrovata alle Tuileries, e conosciuta come il testamento politico, diversa dal testamento personale e spirituale inciso poi nella Cappella Espiatoria e redatto nella prigione del Tempio il 25 dicembre 1792, in cui chiedeva una Costituzione non imposta e che riconoscesse il ruolo della religione.
Che piacere che avrebbe di dimenticare tutte queste ingiurie personali e di ritrovarsi in mezzo a voi quando una Costituzione che egli avrà accettato liberamente farà sì che la nostra santa religione sia rispettata, che il governo sia stabilizzato in modo solido e utile, che i beni e lo stato di ciascuno non siano più turbati, che le leggi non siano più violate impunemente, e infine che la libertà sia posta su basi ferme e solide. A Parigi, lì, 20 giugno 1791. Luigi»
Il documento originale, controfirmato da Alessandro di Beauharnais, presidente dell'Assemblea Nazionale Costituente, è stato ritrovato nel 2009 e secondo lo studioso Jean-Christian Petitfils sarebbe autentico. In esso si trovano passaggi inediti al tempo censurati dal futuro Luigi XVIII, il conte di Provenza, in cui il sovrano ammette di avere compiuto alcuni errori e appoggia l'uguaglianza dei propri sudditi davanti alla legge. Una prima versione scritta dal conte di Provenza, fu scartata perché troppo aggressiva. Luigi proseguiva stigmatizzando i giacobini, tuttavia riconosceva pienamente la giustezza del provvedimento del 4 agosto 1789 con cui l'assemblea nazionale aveva abolito i privilegi della nobiltà e del clero sotto la guida di Mirabeau. Il documento non fu mai letto in pubblico e divulgato durante la rivoluzione, poiché La Fayette si oppose. Il massacro del Campo di Marte, eseguito dalle truppe di La Fayette e Bailly verso persone del popolo e simpatizzanti repubblicani, peggiorò la situazione. Senza più Mirabeau, la regina cercò di ammorbidire l'Assemblea tramite Antoine Barnave, giovane deputato riformatore che aveva abbandonato i giacobini e si era avvicinato alla monarchia a Varennes, entrando poi nei foglianti, ma che tuttavia non aveva lo stesso carisma e ascendente sui colleghi, e non era amato dal popolo quanto Mirabeau.

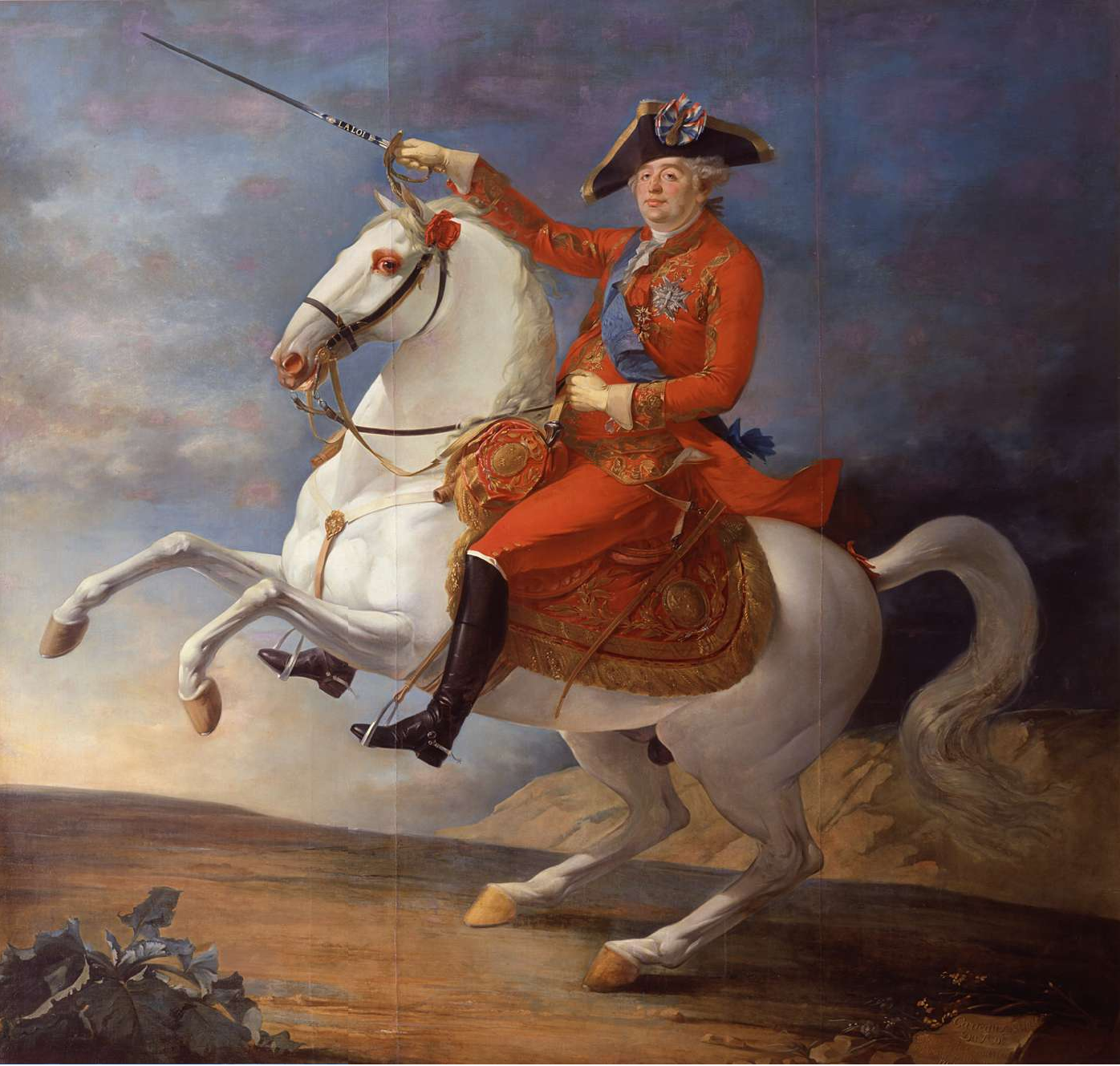
Luigi XVI a cavallo, ritratto come "re cittadino" (1791)

Luigi fu reintegrato nelle sue funzioni già in estate. Approvata definitivamente la Costituzione francese del 1791 a settembre, ad ottobre fu proclamata la monarchia costituzionale del Regno di Francia e l'Assemblea nazionale costituente si sciolse. Il titolo del monarca fu modificato da Re di Francia e Navarra a Re dei Francesi. Il 29 novembre 1791 Luigi XVI formò un proprio governo, composto da indipendenti della Pianura, Foglianti e Girondini, che tuttavia ebbe poco potere rispetto alla nuova Assemblea nazionale legislativa.

Il 20 aprile 1792, su proposta del re e dopo una votazione con una maggioranza schiacciante dell'Assemblea Legislativa, la Francia dichiarò guerra al re di Ungheria e di Boemia, ossia l'imperatore e arciduca d'Austria Francesco II (appena succeduto il 1º marzo al padre Leopoldo II, cognato di Luigi in quanto fratello di Maria Antonietta): la guerra non venne dichiarata al Sacro Romano Impero e questo fu un escamotage per evitare di coinvolgere gli stati tedeschi a esso aderenti, come la Prussia, che tuttavia si schierò comunque al fianco degli austriaci.
In quel momento l'armata francese era in uno stato di totale disorganizzazione, con i soldati che avevano un morale piuttosto basso tanto che molti disertarono non appena seppero della dichiarazione di guerra, con i reggimenti stranieri di dubbia lealtà, con molti ufficiali che, essendo di estrazione nobile, erano emigrati e non erano stati rimpiazzati. Presto, tra i rivoluzionari cominciò a svilupparsi l'idea dell'esistenza di un complotto fra nobiltà, corte e chierici refrattari per abbattere la rivoluzione.
L'Assemblea, su forte pressione dei Girondini, votò tre decreti volti a prevenire e contrastare un'eventuale controrivoluzione: deportazione dei preti refrattari (27 maggio), scioglimento della Guardia reale (29 maggio) e costituzione di una Guardia nazionale provinciale per la difesa di Parigi (8 giugno).

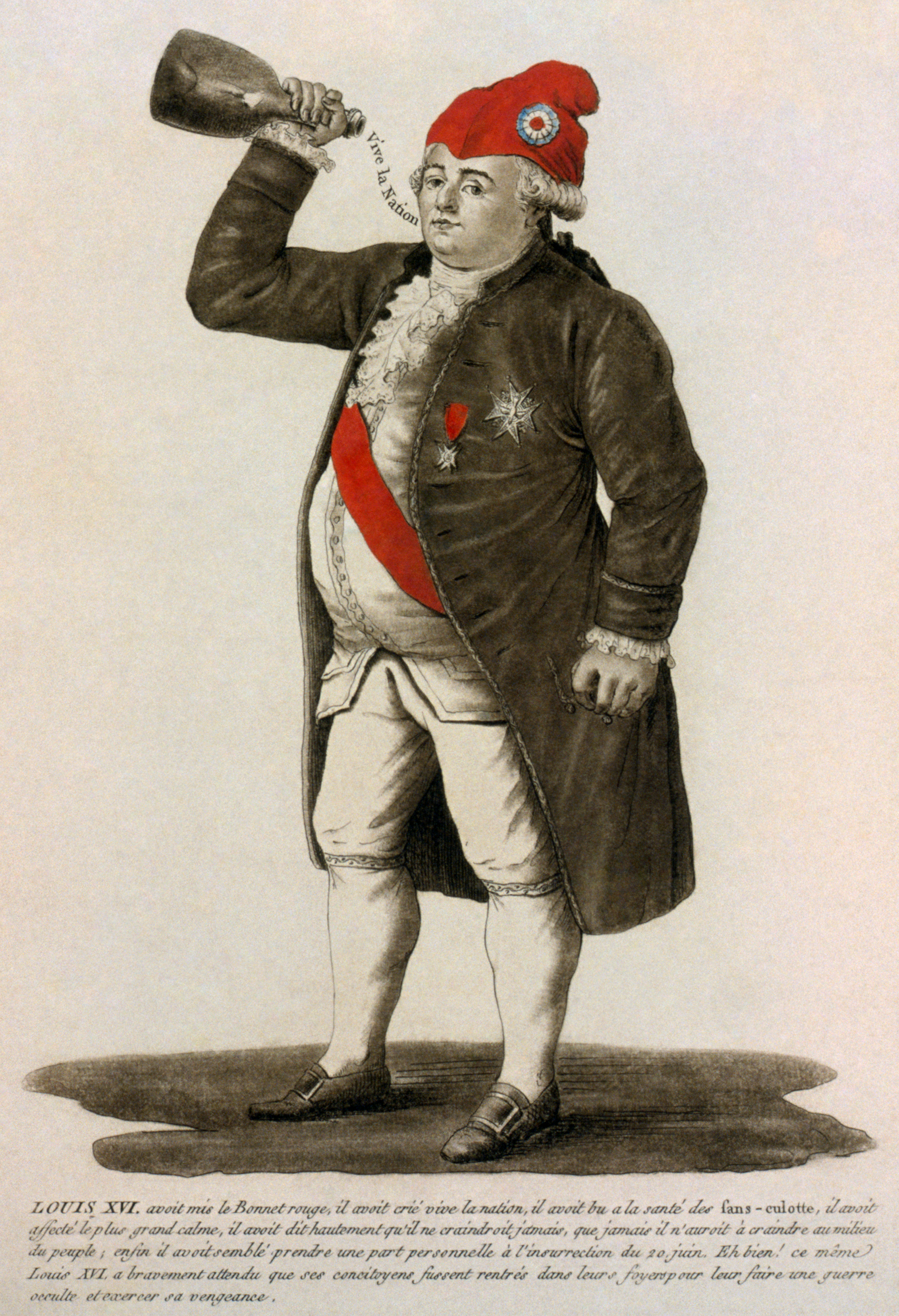
Caricatura del re con il berretto frigio

L'11 giugno, sperando nella sconfitta della Francia rivoluzionaria, il re oppose il suo veto al primo e al terzo decreto, provocando una nuova agitazione rivoluzionaria che il 20 giugno sfociò nell'attacco della popolazione al palazzo delle Tuileries; durante l'insurrezione venne trascinato un cannone lungo la rampa delle scale del palazzo, il re venne obbligato ad affacciarsi al balcone, accettò impassibile di indossare il berretto frigio (simbolo di libertà e rivoluzione) e bevve vino alla salute del popolo, ma rifiutò di ritirare il veto sui decreti. L'entrata in guerra della Prussia il 6 luglio costrinse l'Assemblea Legislativa ad aggirare il veto reale, proclamando la Patria in pericolo l'11 luglio 1792 e chiedendo a tutti i volontari di affluire verso Parigi.
Il 25 luglio 1792, Carlo Guglielmo Ferdinando, duca di Brunswick-Luneburg, comandante delle forze prussiane, pubblicò il cosiddetto Proclama di Brunswick (scritto in realtà dai suoi collaboratori e ispirato da Hans Axel von Fersen, già amante della regina e organizzatore della fuga a Varennes), nel quale minacciava gli abitanti di Parigi di gravi sanzioni se fosse stato recato danno alla famiglia reale. Luigi XVI, consapevole di ciò che avrebbe causato, aveva inviato Jacques Mallet du Pan a partecipare alla stesura limitandone la portata e il tono: i responsabili della rivoluzione e le popolazioni non dovevano essere minacciati di rappresaglie. Queste istruzioni reali non furono applicate.
Come risultato si giunse a una prova di forza che causò proprio ciò che il proclama voleva evitare, cioè la presa delle Tuileries nella giornata del 10 agosto 1792, all'arresto della famiglia reale, ai massacri di settembre, alla proclamazione della Repubblica. Il manifesto venne preso difatti come prova definitiva di una collusione tra Luigi e le potenze straniere in una cospirazione contro il suo stesso paese per recuperare i suoi antichi poteri. Luigi venne deposto di fatto l'11 agosto in seguito a una feroce battaglia sulle scale dello stesso palazzo.
La notte del 9 agosto si formò un corteo di insorti davanti al Municipio di Parigi. Al loro fianco si schierarono le truppe di volontari, provenienti principalmente dalla Provenza e dalla Bretagna, che da poco avevano formato la Guardia nazionale provinciale; si riunirono circa 20.000 dimostranti fra uomini, donne, operai, borghesi, militari, civili, parigini e provinciali. Questi, armati di fucili e guidati da militanti sanculotti (uomini del popolo di idee rivoluzionarie radicali) delle varie sezioni di Parigi, erano talmente organizzati da far capire che la sollevazione era stata premeditata e preparata, evidenziando la maturità raggiunta dal movimento popolare. I principali organizzatori di questa giornata rivoluzionaria furono Jean-Paul Marat, Georges Jacques Danton, Maximilien de Robespierre, Louis Antoine de Saint-Just, Jacques-René Hébert, Camille Desmoulins, Fabre d'Églantine e altri.

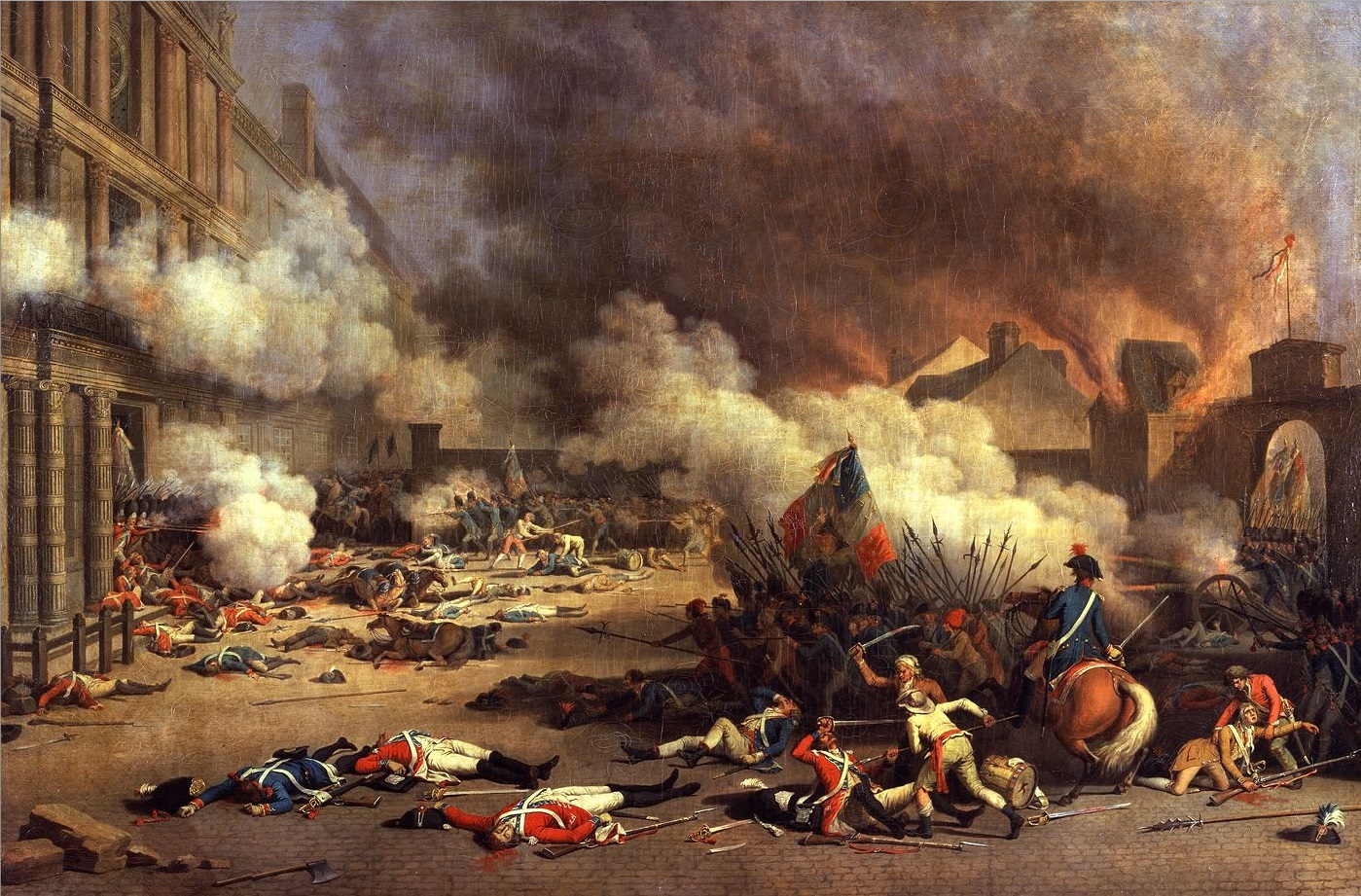
Presa del palazzo delle Tuileries
(Jean Duplessis-Bertaux, 1793)

Il corteo fece irruzione nel Municipio obbligando il consiglio comunale in carica a destituirsi; quest'ultimo venne sostituito da un consiglio rivoluzionario, la Comune Insurrezionale. Successivamente la folla si diresse verso il palazzo delle Tuileries, giungendo a destinazione alle prime luci dell'alba del 10 agosto. Questo era difeso dalla Guardia svizzera e da alcuni nobili, i quali portarono il re e la sua famiglia nella Sala del Maneggio (sede dell'Assemblea Legislativa) con l'intento di mettere i reali sotto la protezione dell'Assemblea, riunita in seduta straordinaria. Alle otto del mattino gli insorti decisero di penetrare nel palazzo; la Guardia svizzera reagì, provocando centinaia di morti, ma i manifestanti continuarono a giungere numerosi da ogni parte (soprattutto da Faubourg Saint-Antoine); il re, seguendo il consiglio dei deputati che volevano evitare un bagno di sangue, ordinò al comandante delle sue truppe di ritirarsi nella caserma e i soldati, eseguendo l'ordine appena ricevuto, vennero sorpresi e massacrati dalla folla; al termine degli scontri si contarono circa 350 morti fra gli insorti e circa 800 fra i monarchici, di cui 600 Guardie svizzere e 200 nobili. Con la presa del palazzo il potere passò di fatto nelle mani della Comune Insurrezionale che immediatamente obbligò l'Assemblea legislativa a dichiarare decaduta la monarchia e a convocare una nuova assemblea costituente (Convenzione nazionale) che avrebbe avuto il compito di stilare una nuova Costituzione a carattere democratico ed egualitario. 

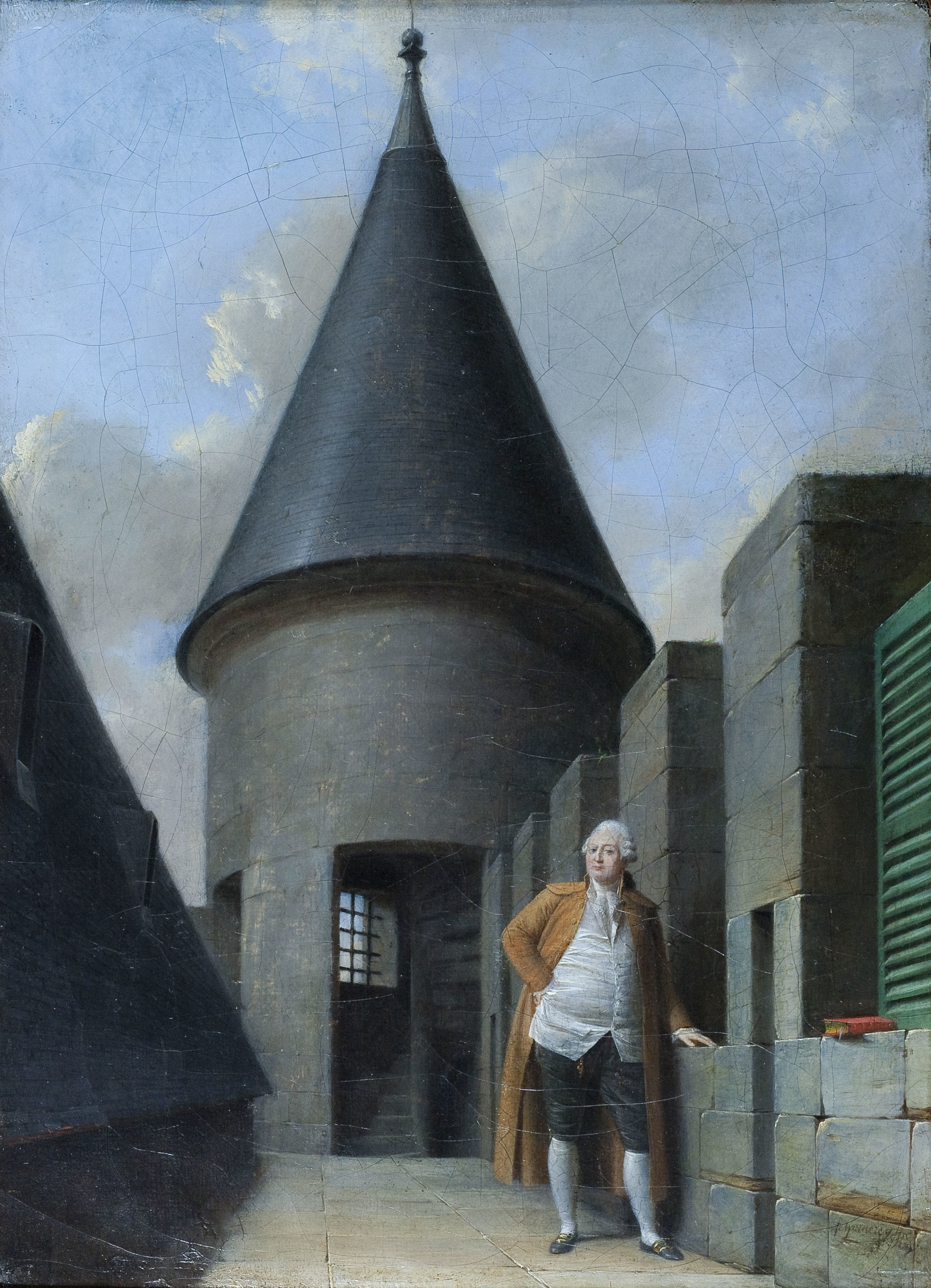
Luigi XVI nella Torre del Tempio, di Jean-François Garneray, Museo Carnavalet.

Luigi XVI, privato dei suoi poteri, arrestato ufficialmente il 13 agosto 1792, venne rinchiuso insieme alla sua famiglia nella prigione del Tempio in attesa di essere processato. La sera del 10 agosto, in seguito a una seduta durata nove ore, l'Assemblea legislativa aveva designato per acclamazione un Consiglio Esecutivo Provvisorio (che resterà in carica fino al 6 aprile 1793 quando sarà sostituito dal Comitato di salute pubblica) e poco dopo dichiarato il re decaduto dalle funzioni. I massacri di settembre furono un ulteriore attacco al vecchio ordine, in cui persero la vita anche diversi nobili legati alla famiglia reale. Si ripeterono, ma in misura maggiore, alcune violente scene seguita alla presa della Bastiglia, come teste infilate sulle picche e portate in giro per la città: la principessa di Lamballe, una delle ex favorite della regina (la Polignac aveva da tempo lasciato il paese con altri emigrati come il conte d'Artois e la ritrattista Élisabeth Vigée Le Brun), fu linciata e la sua testa fu portata in corteo sotto le finestre della famiglia reale al Tempio; Maria Antonietta, scrisse la figlia, rimase «impietrita dall'orrore» e svenne. Fu l'unica volta che Maria Teresa vide sua madre perdere la propria compostezza.
Il 21 settembre 1792, l'Assemblea Nazionale, ormai divenuta Convenzione nazionale e massimo organo dirigente dello Stato da cui furono esclusi al momento delle candidature tutti i deputati ritenuti monarchici come i Foglianti, dichiarò che la Francia era una repubblica e depose il re; Luigi XVI da allora venne chiamato ufficialmente "cittadino Luigi Capeto" (Louis Capet, anziché Luigi di Borbone), in quanto appartenente alla famiglia capetingia. La repubblica dichiarò infatti abolite tutte le cariche nobiliari e assegnò ai nobili dei "cognomi".

### Condanna a morte ed esecuzione

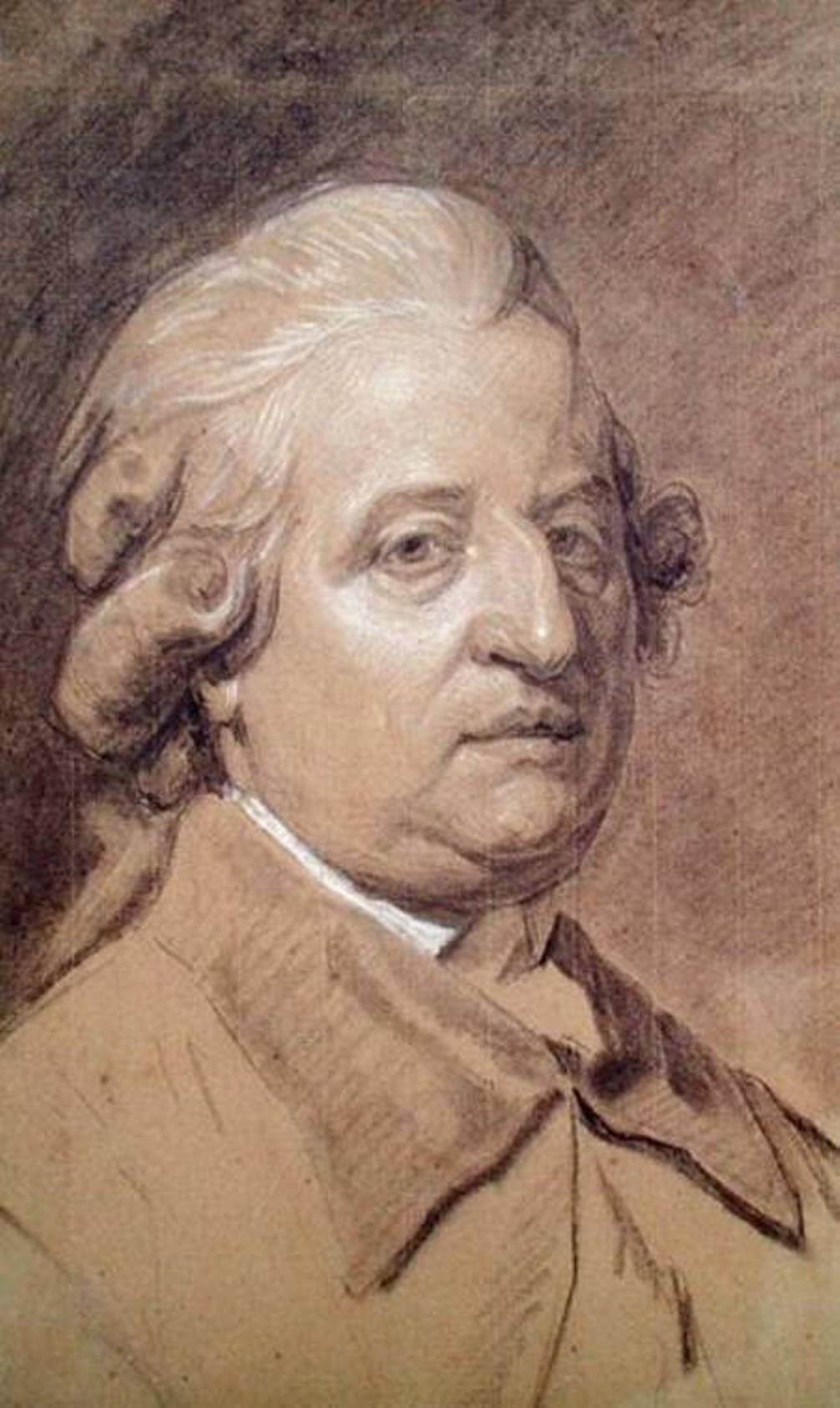
Luigi XVI nella prigione del Tempio a Parigi, ritratto da Joseph Ducreux. Collezione Museo Carnavalet.

Non vi era una unanimità circa la necessità di giudicare o meno il sovrano; alcuni deputati e giuristi sostenevano fosse illegale processare il re, in quanto un'amnistia votata dall'Assemblea nazionale del 30 settembre 1791 copriva eventuali crimini precedenti dal 1788 in poi, e la costituzione da essa promulgata il 6 settembre 1791 dichiarava inviolabile la persona del re a partire dalla stessa data; tale prerogativa reale decadeva solo in caso di abdicazione forzata automatica per effettivo espatrio definitivo del sovrano o se si fosse messo alla testa di un esercito straniero contro lo Stato francese ma egli non era uscito dai confini nazionali essendo stato intercettato a Varennes il 21 giugno 1791, ed era stato reintegrato nelle funzioni il 16 luglio. La deposizione sarebbe avvenuta quindi solo extra legem, abolendo la Costituzione e proclamando la Repubblica il 21 settembre 1792. La maggioranza dei deputati era però convinta che il re avesse violato l'articolo 6 («Se il re si mette a capo di un'armata e ne dirige le forze contro la nazione, o se non si oppone con un atto formale a una tale impresa, che venisse attuata in suo nome, si riterrà che egli abbia rinunziato alla corona»), abdicando implicitamente, e dovesse essere processato come un cittadino per fatti avvenuti dal 1789 in poi, in totale 33 capi d'accusa, riassumibili nel reato di alto tradimento e nell'accusa di aver "fatto scorrere il sangue dei francesi".
La maggioranza parlamentare era favorevole al processo, ma alcuni influenti montagnardi, tra i quali Robespierre (che al tempo degli Stati generali aveva definito il re "l'uomo della provvidenza") e Saint-Just, premevano per una condanna senza processo, nel timore che un'eventuale assoluzione del re gettasse discredito sulla Rivoluzione. Il resto della Montagna era però in linea con le idee dei Girondini - anche se questi ultimi avrebbero preferito un rinvio - e della Pianura: il 5 dicembre la Convenzione nazionale decise di processare il sovrano e il 10 venne presentato un Atto enunciativo dei crimini di Luigi, tra i quali l'alto tradimento a causa dei documenti del cosiddetto armadio di ferro, contenenti prove di trattative segrete con potenze straniere, in cui erano coinvolti sia il re che il defunto deputato rivoluzionario Honoré Gabriel Riqueti de Mirabeau. Anche tali accuse erano, almeno parzialmente, temporalmente coperte dall'amnistia, e dalla dichiarazione di inviolabilità della Costituzione. Alcuni storici e giuristi hanno ritenuto il processo come un atto pienamente legale, in cui furono rispettate le garanzie giuridiche, altri come una farsa, sebbene con più legalità rispetto al processo di Maria Antonietta che si svolse durante il Terrore al tribunale rivoluzionario, una forzatura giudiziaria, o un semplice atto di giustizia emergenziale.

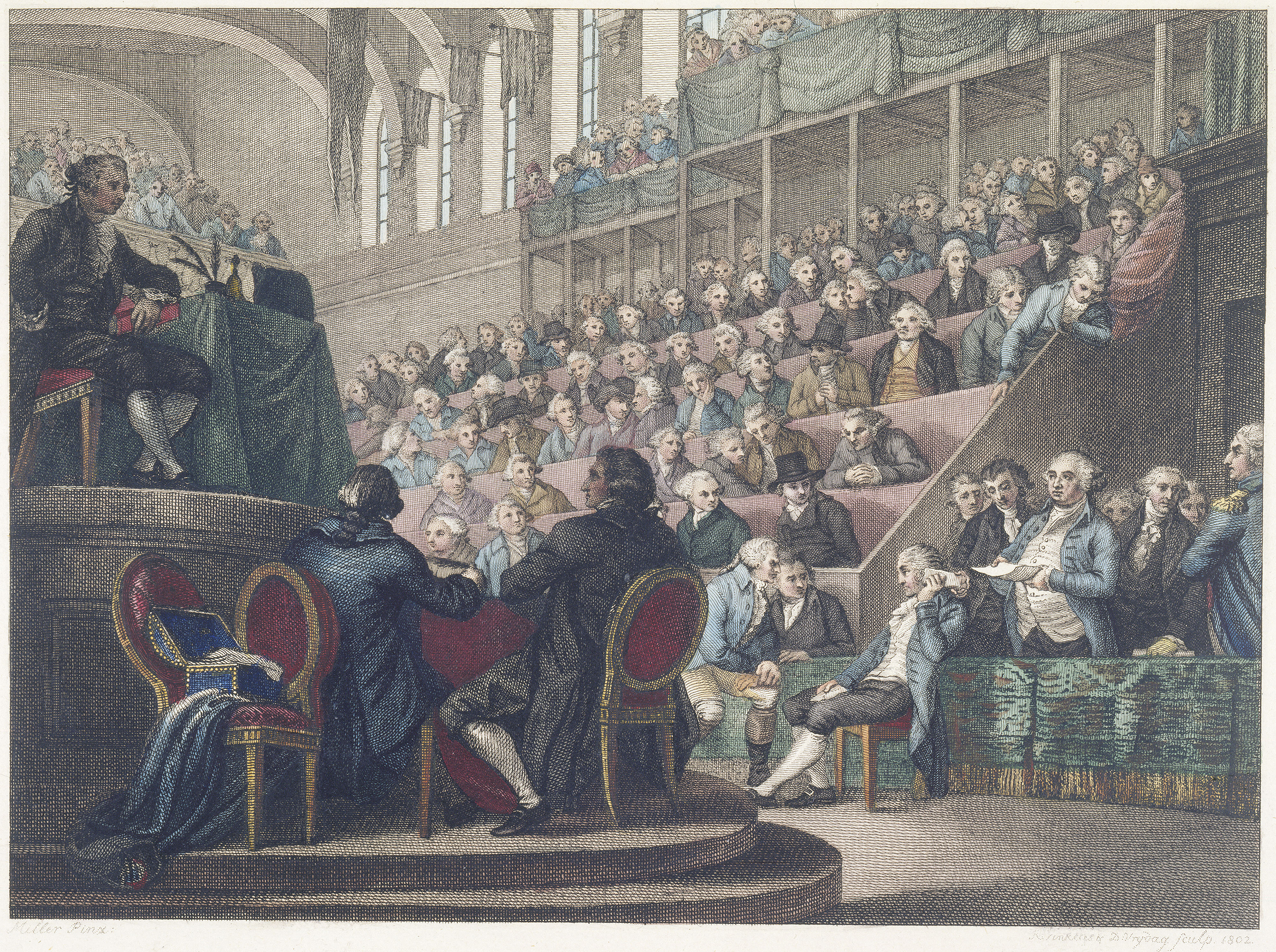
Il processo a Luigi XVI

Contrariamente ai regolari processi svoltisi alla Conciergerie, venne deciso di svolgere il processo a Luigi XVI presso l'aula del parlamento del Palazzo delle Tuileries, dinnanzi ai deputati della Convenzione nazionale presieduta al tempo da Bertrand Barère, i quali ebbero anche il compito di decidere sulla sorte dell'ex sovrano una volta terminato il processo, che non venne svolto dal regolare Tribunale rivoluzionario (il quale si espresse parallelamente con un giuria popolare ma senza valore vincolante, per la colpevolezza: tra i giurati, il falegname Maurice Duplay, padrone di casa e amico di Robespierre, nonché suocero di Philippe-François-Joseph Le Bas). La prima apparizione di Luigi davanti all'Assemblea avvenne il 21 dicembre. Il sovrano decise di affidare l'organizzazione della difesa a Tronchet e Malesherbes (poi ghigliottinato), i quali individuarono nel più giovane Raymond de Sèze l'avvocato giusto per l'arringa, pronunciata il 26, riproponendo la difesa basata sull'inviolabilità reale secondo la Costituzione del 1791.
Durante l'interrogatorio Luigi rigettò tutte le accuse, negando molte di esse o ammettendo di aver agito secondo la legge; affermò di non ricordare alcune cose (come alcune lettere inviate o ricevute) e di non essere a conoscenza di cose commesse da suoi sottoposti al tempo, o ritenendo colpevoli di certe imputazioni i fratelli emigrati, i militari come La Fayette o i ministri, nonché di aver esercitato legittimamente il diritto di veto a lui consentito; disse inoltre di non aver sostenuto tentativi di restaurare l'assolutismo, e che "l'idea di una contro-rivoluzione non è mai entrata nella mia testa." Infine rilasciò una dichiarazione, in cui respinse decisamente l'accusa che considerava più infamante, cioè «di avere fatto scorrere sangue francese»:
Dal 14 gennaio i deputati furono chiamati a esprimersi sulla colpevolezza dell'imputato, sull'opportunità di rivolgersi al giudizio popolare e sull'eventuale pena da infliggere al re.
Il primo punto non fu soggetto a divisioni: la colpevolezza fu votata quasi all'unanimità (693 contro 28), non vi furono voti contrari ma solo astensioni, assenze o "si ma con motivazione".
Il deputato e giurista Jean-Jacques Régis de Cambacérès votò la colpevolezza ma chiese il rinvio del processo fino alla fine della rivoluzione poiché considerava illegittimo che un parlamento d'emergenza potesse esprimere un tale giudizio. Alcuni ritenevano che la pena prevista dalla legge fosse automaticamente la sola perdita del trono e l'eventuale esilio, visto che i reati di cui era accusato erano tutti precedenti la deposizione del 10 agosto, e nel momento in cui divenne semplice cittadino non ne commise altri. Tale era ad esempio l'opinione del deputato della Vandea Charles-François-Gabriel Morisson, esponente della Pianura, il quale, dopo aver reso la sua dichiarazione, rispose a tutti i quesiti con la frase "non voglio commentare nessuna delle domande poste". Il deputato corso Antoine Christophe Saliceti disse (come altri) di votare "si come cittadino, ma no come giudice", accogliendo parzialmente la difesa giuridica del re, ma condannandolo politicamente; non volle esprimere pubblicamente gli altri voti.
Sul secondo quesito, il ricorso al popolo, venne subito raggiunta la maggioranza. 424 deputati si opposero, mentre 287 votarono a favore e 12 si astennero: il timore era che il popolo, in gran parte ancora intimamente monarchico e sconvolto in maniera crescente dalla persecuzione inflitta a chi rimaneva fedele alla Chiesa di Roma (pochi mesi dopo sarebbe scoppiata la consistente rivolta realista e cattolica della Vandea), non emettesse un giudizio unanime contro il sovrano.
Il dibattito sulla pena fu più lungo e combattuto, dal momento che il primo scrutinio rivelò un grande equilibrio tra i sostenitori della pena di morte (366) e coloro che espressero parere negativo (355). La Gironda, favorevole alla sentenza capitale, ne chiedeva tuttavia il rinvio. Lanjuinais propose che il verdetto fosse approvato solo con una maggioranza dei due terzi (qualificata), ma Danton fece bocciare la richiesta.

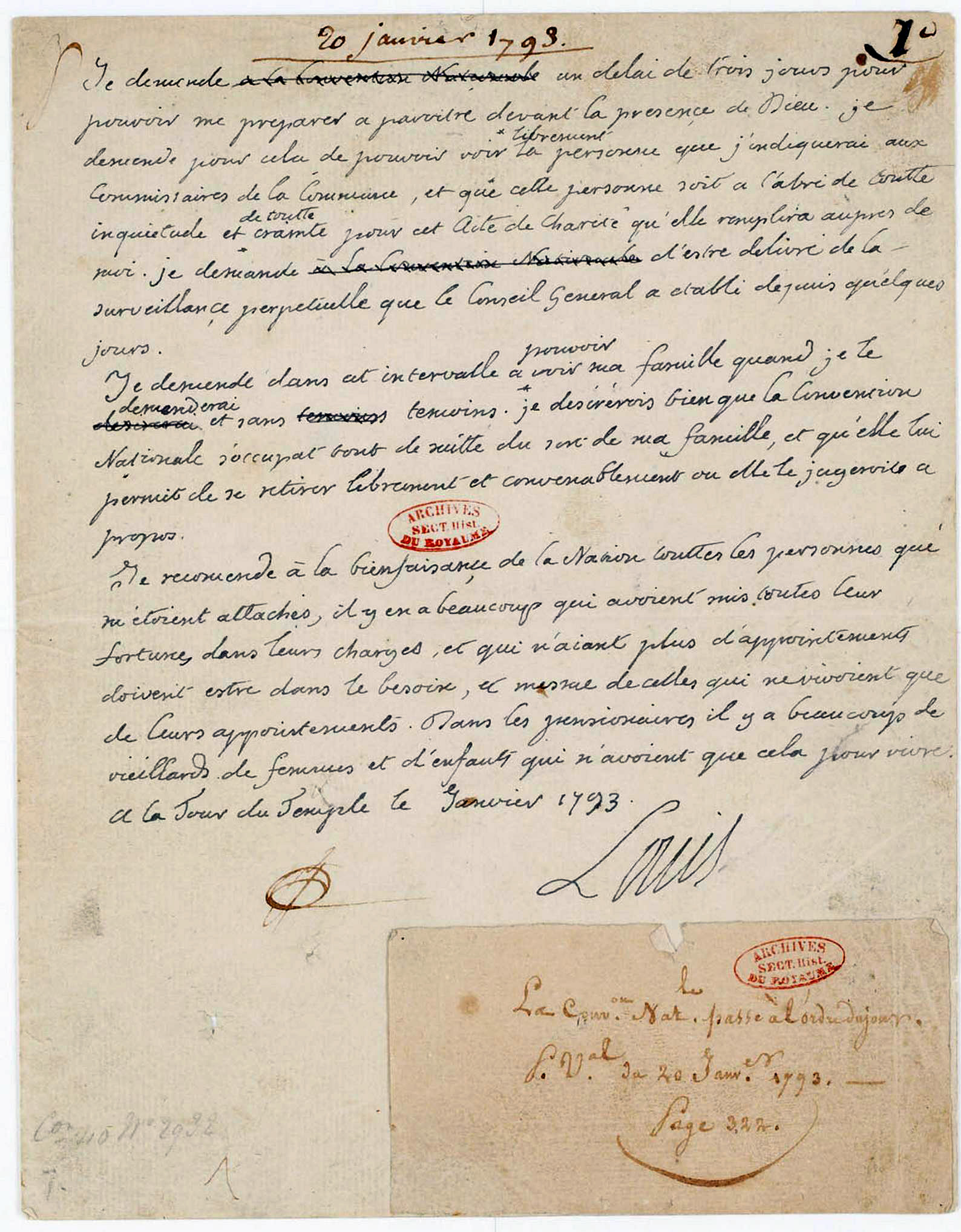
Lettera di Luigi XVI alla Convenzione

Una maggioranza assoluta con un ampio scarto fu decisa vincolante. Tuttavia il 18 gennaio si accettò come maggioranza necessaria 361 voti. Tra gli oppositori, diversi girondini e molti membri della Pianura.
Sino all'ultimo, Luigi XVI pensò che nessuno avrebbe avuto la forza di ordinare la sua condanna a morte, che invece ottenne una maggioranza sufficiente il 18 gennaio 1793, in un ulteriore scrutinio, 387 voti favorevoli e 334 contrari (scrutinio definitivo di controllo come richiesto dai Girondini), con cui la Convenzione condannò il re alla ghigliottina.

Il duca d'Orléans, cugino del re, ora chiamato Philippe Égalité, votò per la ghigliottina. L'enciclopedista e illuminista Nicolas de Condorcet votò per la colpevolezza ma contro la pena capitale, chiedendo la "massima pena che non fosse la morte" cioè l'ergastolo, e questo lo fece entrare nel novero dei nemici dei montagnardi; lo stesso fecero François-Antoine Boissy d'Anglas e Thomas Paine. Nei giacobini solo l'abbé Grégoire, che sedeva nella Pianura, votò contro la pena di morte per convinzione personale, pur ritenendo Luigi "un tiranno". Maximilien de Robespierre, che precedentemente aveva chiesto l'abolizione della pena di morte, cambiò idea, come aveva annunciato il mese prima appellandosi alle cause eccezionali riportate da Cesare Beccaria come unica giustificazione della massima pena: 
(Discorso del 3 dicembre 1792.)

Determinante fu anche l'eloquente discorso di Saint-Just:
Votarono la pena di morte molti protagonisti della rivoluzione, oltre ai citati, come Emmanuel Joseph Sieyès, Paul Barras, Jacques-René Hébert, Jean-Paul Marat, Paul Barras, Joseph Fouché, Jean-Lambert Tallien, Lazare Carnot e il pittore Jacques-Louis David.
Raggiunto l'accordo sulla pena, restava da deciderne l'eventuale rinvio, il quarto quesito, bocciato il 19 gennaio con 383 voti contro 310.
Il 20 gennaio Malesherbes comunicò la notizia al re, e gli fu concesso di salutare la famiglia. 
Lo stesso giorno, ad accendere ancora di più la tensione, il deputato montagnardo Louis-Michel le Peletier de Saint-Fargeau, che aveva convinto molti a votare la condanna, fu assassinato da un'ex guardia del corpo reale, Philippe Nicolas Marie de Pâris.

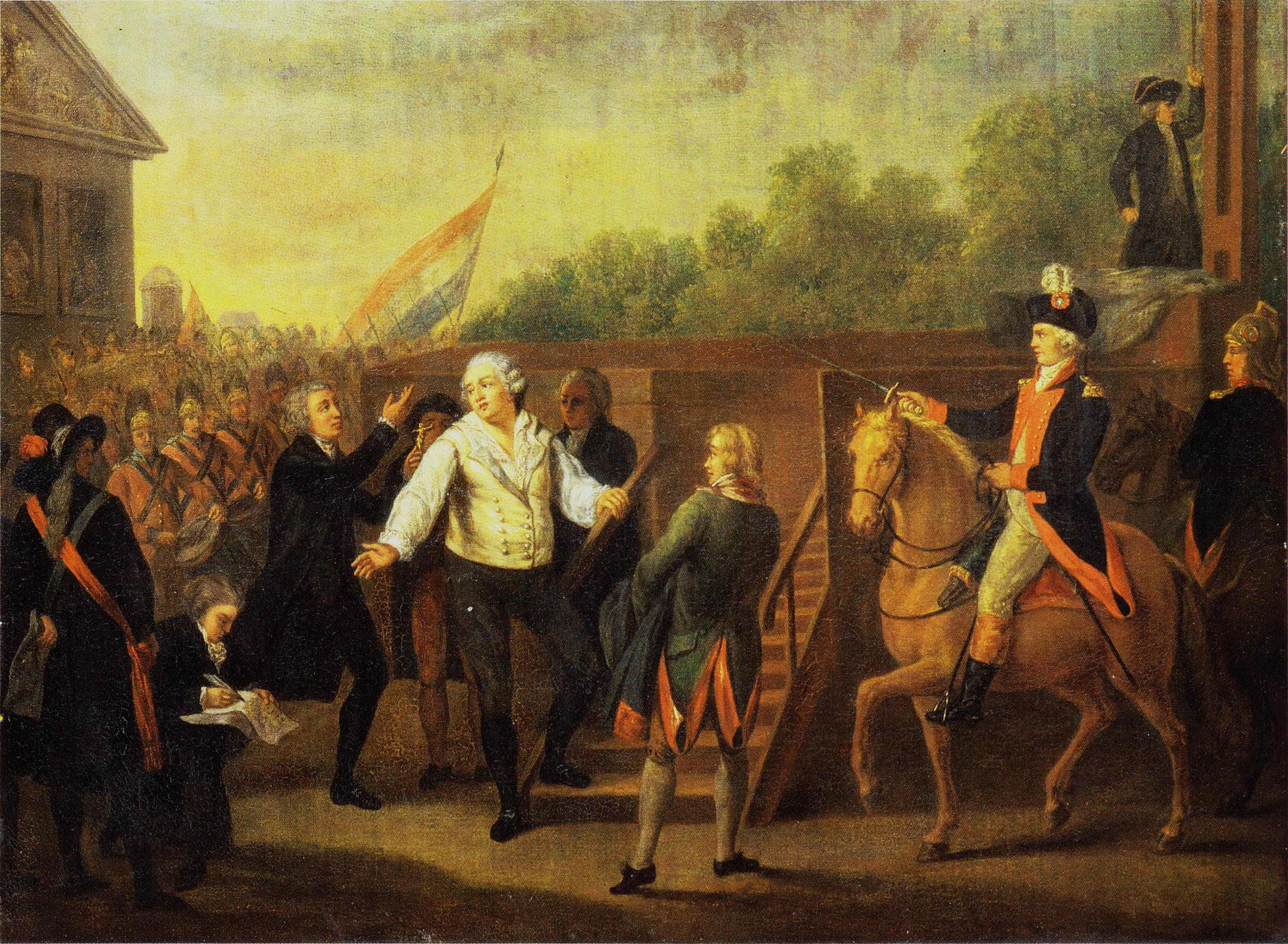
Luigi XVI condotto alla ghigliottina, assistito dell'abate Edgeworth.

Il giorno della decapitazione, Luigi XVI, dopo essere stato tenuto prigioniero nella Torre del Tempio in una cella diversa da quella dei familiari, venne portato sul luogo delle esecuzioni in carrozza e non sulla carretta dei condannati, questo fu l'unico privilegio che gli venne concesso per evitare le umiliazioni della folla ma anche per ragioni di sicurezza; inoltre, vestì una camicia bianca e teneva in mano il libro dei Salmi. Fu accompagnato dal confessore Henri Edgeworth de Firmont, a cui sono attribuite le celebri parole di incoraggiamento verso il sovrano ("figlio di san Luigi, salite al cielo"). Il re rifiutò di farsi legare le mani, che comunque, gli furono legate sul patibolo dal boia (previa intervento di Edgeworth che convinse il re), che gli tagliò il codino. Il resto del cerimoniale fu seguito dal re con freddezza, nonostante la fama di uomo codardo che gli si attribuiva; venne ghigliottinato il 21 gennaio 1793 alle 10:10 in Piazza della Rivoluzione, l'attuale Place de la Concorde. 

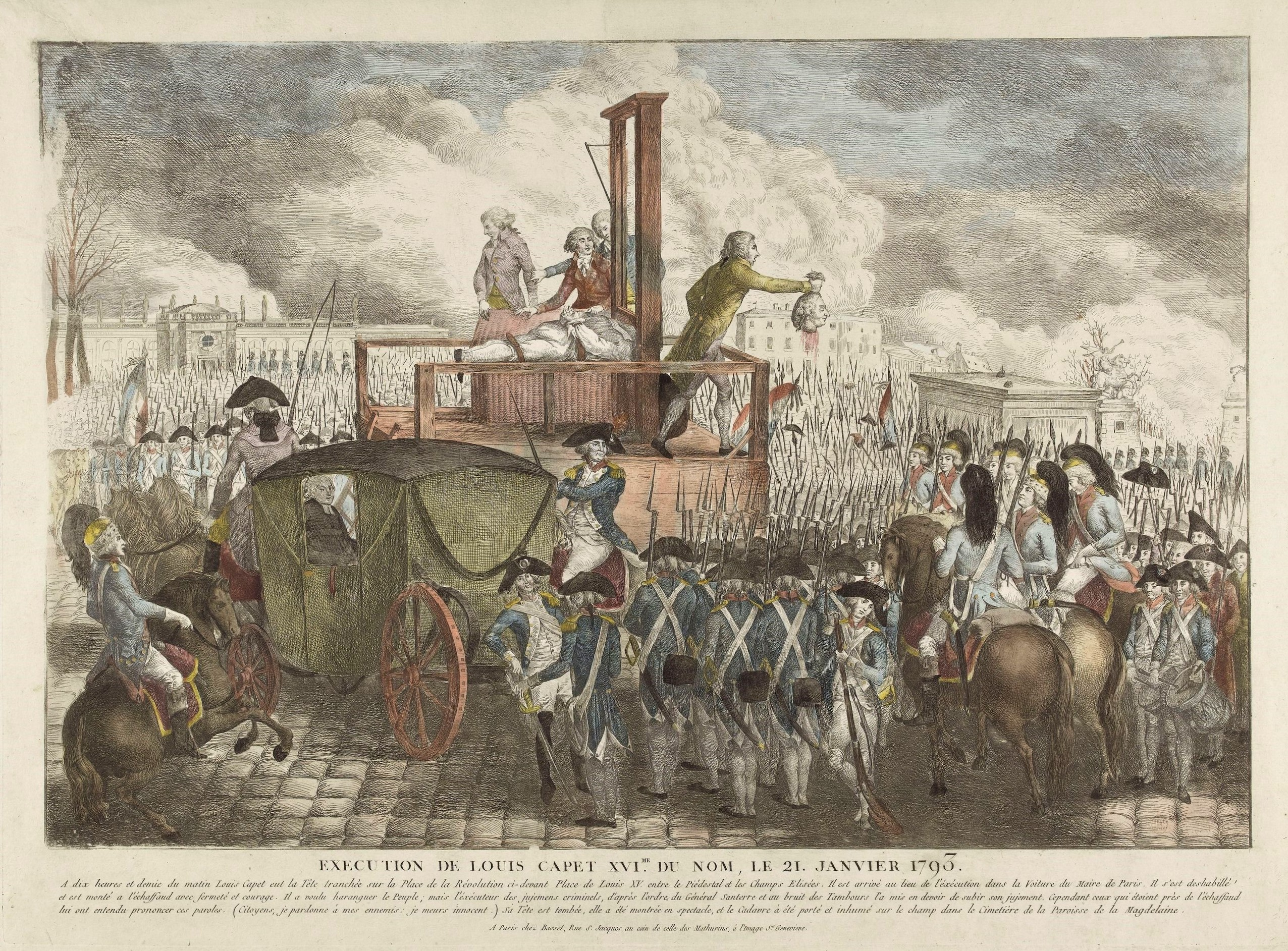
Esecuzione di Luigi XVI, illustrazione anonima del periodo rivoluzionario, Museo Carnavalet

La condanna fu eseguita dal boia Charles-Henri Sanson. Morì come cittadino Luigi Capeto e le sue ultime parole, rivolte alla folla nonostante il tentativo dei soldati di evitare che si rivolgesse al pubblico, coprendo le parole con un rullo di tamburo, furono:
(Le ultime parole da Luigi XVI il 21 gennaio 1793, registrate da Charles Henri Sanson esecutore della condanna.)

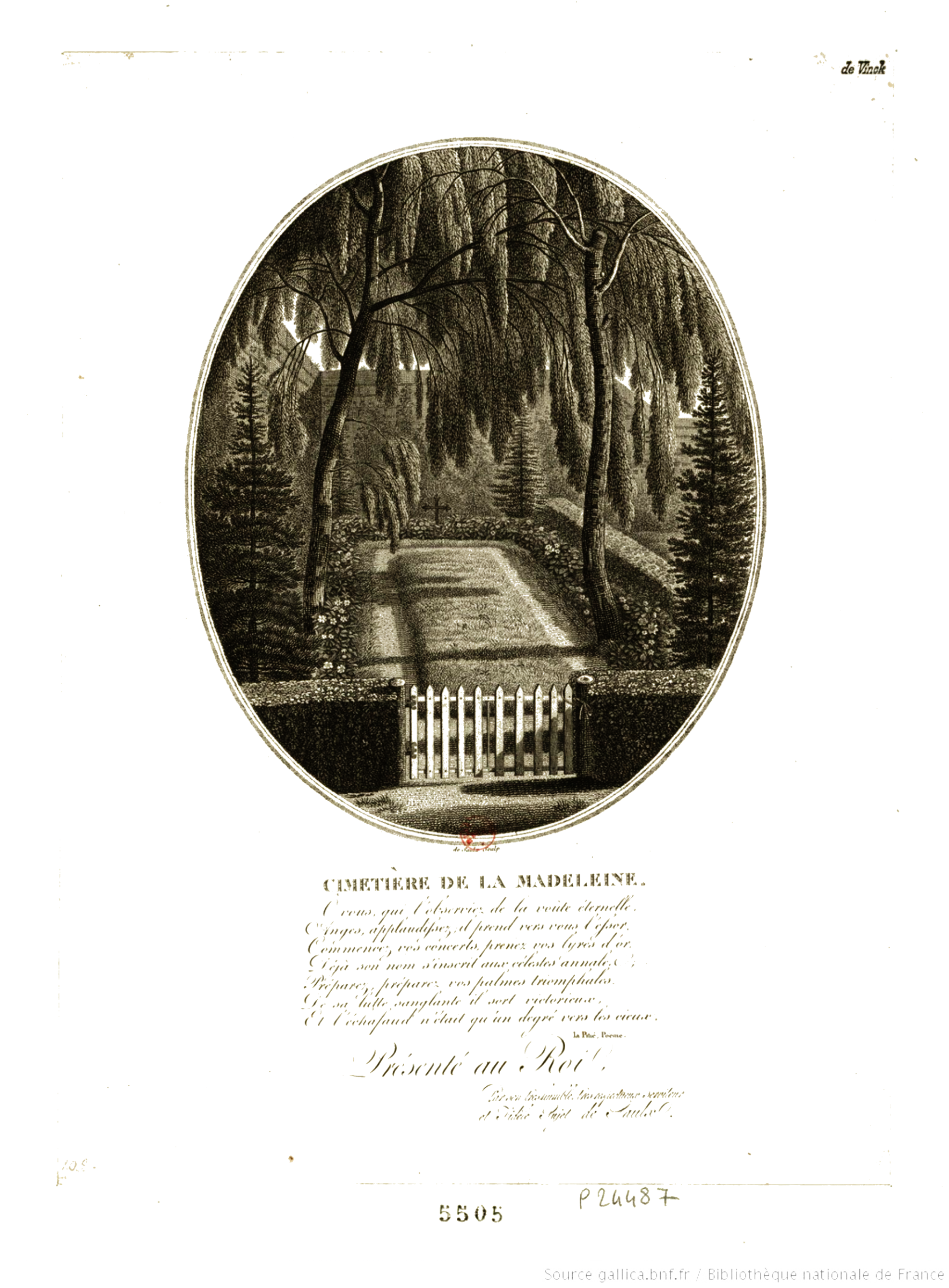
Disegno della sepoltura originale di Luigi XVI.

L'esecuzione non risultò perfetta e si trasformò in uno "spettacolo" molto più raccapricciante del solito: il boia Sanson, forse preso dalla fretta, posizionò in modo errato il condannato, e quando la lama cadde non recise completamente il collo e fu quindi necessario ripetere il procedimento, benché il re fosse già morto. Un assistente del boia mise all'asta i capelli e parte dei vestiti del re, e molti ne raccolsero il sangue, mentre altri cantavano e ballavano; il girondino Louis-Sébastien Mercier descrisse così la scena: «Vidi gente che passeggiava sottobraccio ridendo e scherzando amabilmente, come se si trovassero a una festa». A mantenere l'ordine durante l'esecuzione fu un consistente assembramento di soldati rivoluzionari comandato da Antoine Joseph Santerre. Durante il tragitto il generale monarchico Jean-Pierre de Batz aveva tentato con 300 uomini di raggiungere il re e farlo fuggire, ma venne fermato. La maggioranza dei monarchici fu arrestata, ma de Batz riuscì a scappare e si allontanò da Parigi.
Alla sua morte, il figlio di soli otto anni, Luigi Carlo, divenne automaticamente, per i monarchici e gli stati internazionali, il re de jure Luigi XVII di Francia. Suo zio Luigi, conte di Provenza si autoproclamò reggente all'estero. La moglie, Maria Antonietta, lo seguì sulla ghigliottina il 16 ottobre dello stesso anno. Per l'esecuzione fu seguito il medesimo cerimoniale utilizzato per il marito, anche se fu portata in carretta. Alla regina fu vietato di indossare abiti vedovili durante il tragitto dalle prigioni alla ghigliottina, per cui, al posto dell'abito nero che portava dal giorno della morte del re, indossò un vestito bianco, l'antico colore del lutto per le regine di Francia.

## Sepoltura e posterità

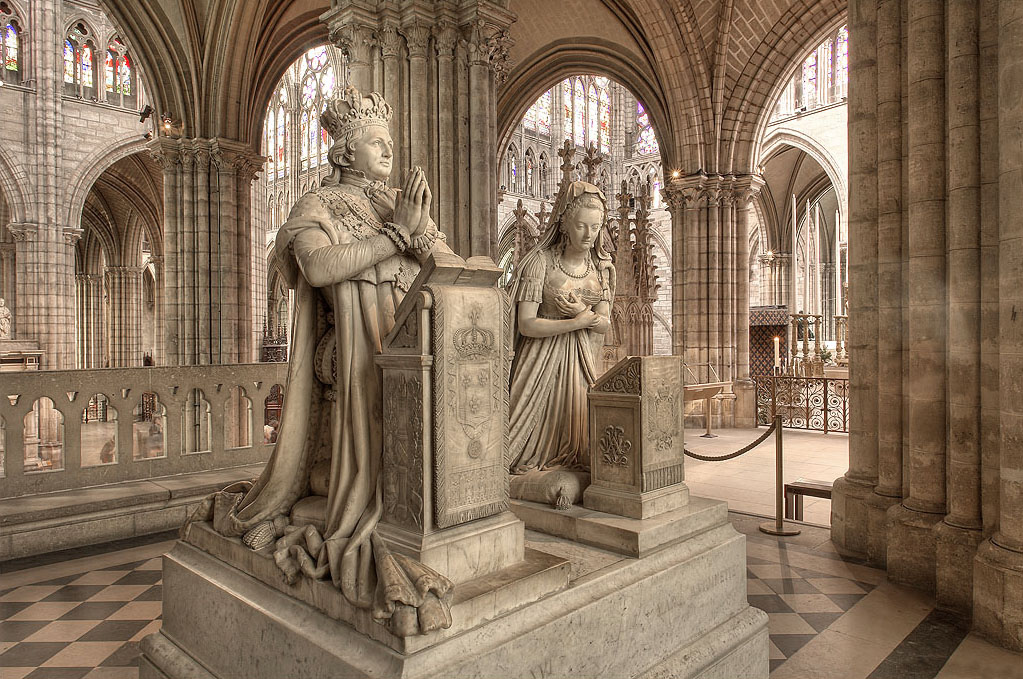
Monumento funebre in onore di Luigi XVI e Maria Antonietta, a Saint-Denis.

Il giorno stesso dell'esecuzione, l'abbé Benoit Louis Le Duc, prozio del re in quanto figlio illegittimo di Luigi XV, si presentò alla Convenzione chiedendo il corpo di Luigi XVI onde seppellirlo dignitosamente nella Cattedrale di Sens accanto ai suoi genitori, Luigi Ferdinando e Maria Giuseppina, ma gli fu negato. Il re fu quindi sepolto nel vecchio Cimitero della Madeleine, dove diversi mesi dopo, a fianco, venne sepolta la regina.

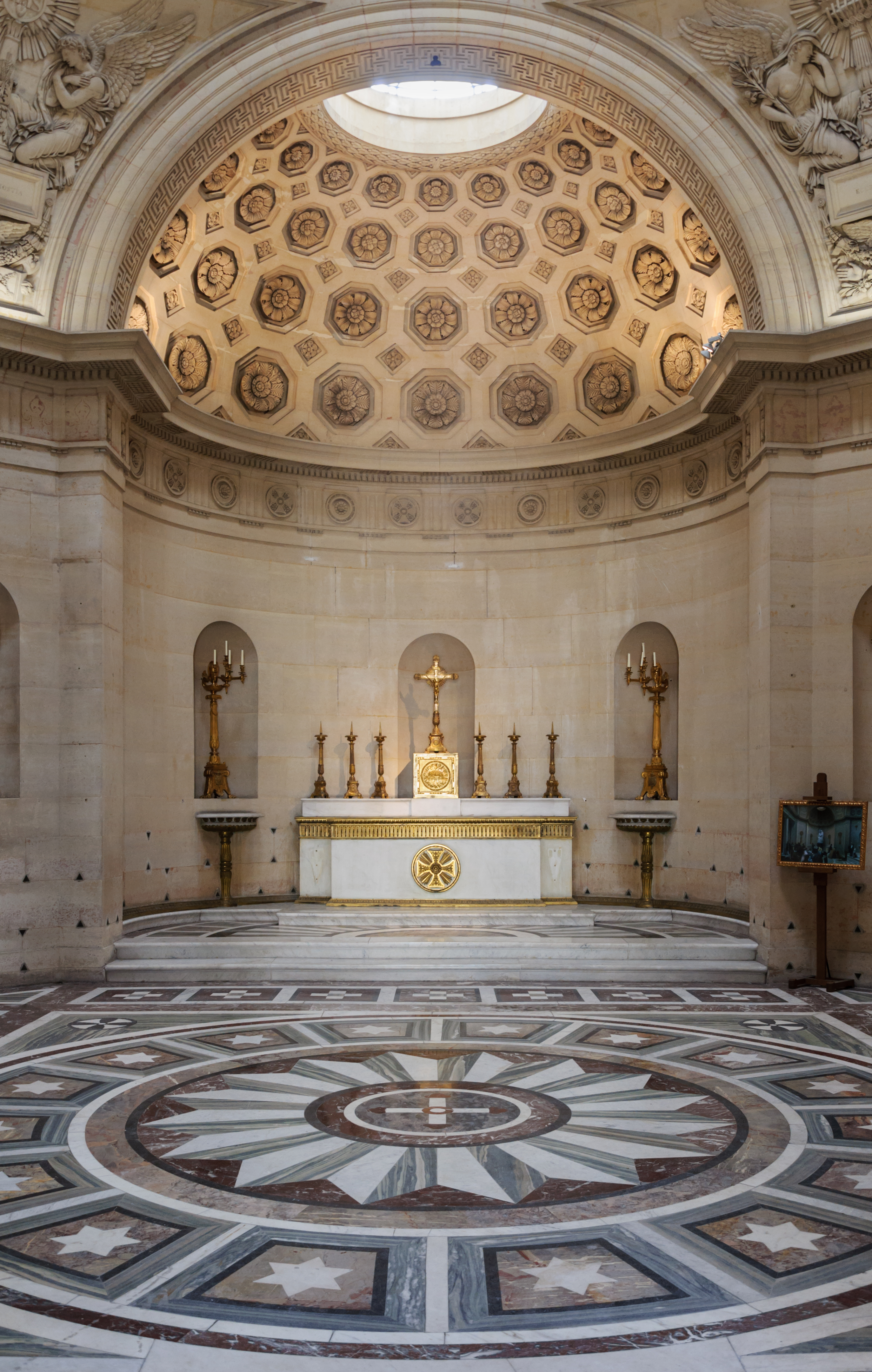
Interno della cappella espiatoria di Parigi; l'altare segna il luogo della sepoltura originale di Luigi XVI.

I resti dei sovrani, come quelli di altri decapitati, furono cosparsi di calce viva e tumulati nel detto cimitero, ma in due fosse separate anziché in una fossa comune, l'uno al fianco all'altra, ad una profondità maggiore per evitare incursioni di realisti. La sera del 21 gennaio un prete costituzionale officiò un sommario funerale. Ventidue anni dopo, nel gennaio 1815, il fratello, Luigi XVIII, una volta diventato re, fece riesumare i resti di Luigi XVI seppellendoli poi nella Basilica di Saint-Denis, assieme a quelli della moglie Maria Antonietta. I loro corpi furono ritrovati grazie a Pierre-Louis-Olivier Desclozeaux, un anziano avvocato ed ex magistrato realista, che viveva in rue d'Anjou e ricordava dov'erano le sepolture. Egli aveva acquistato il terreno e recintato le sepolture del re e della regina con siepi, piantandovi anche due salici piangenti.

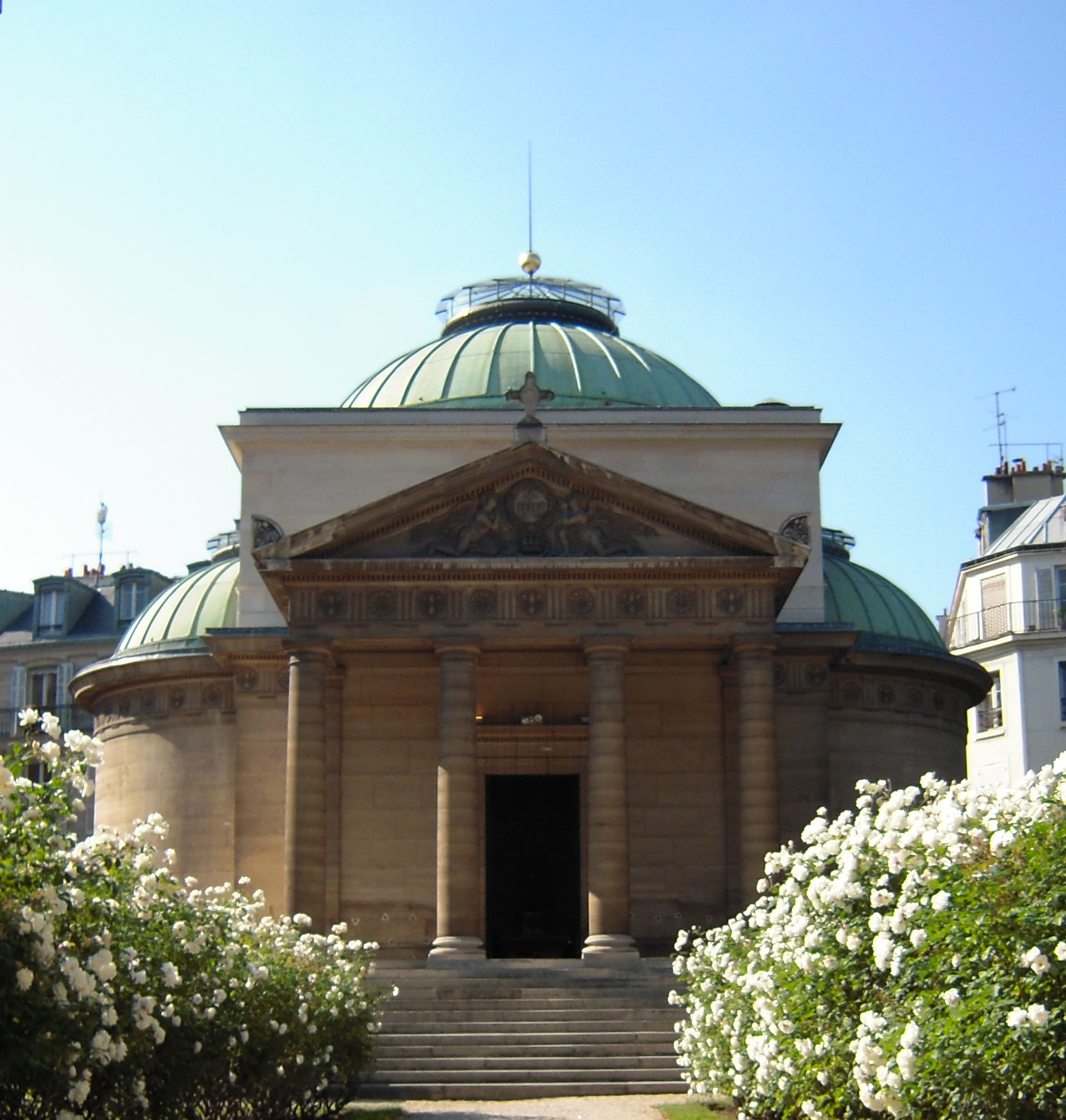
Cappella espiatoria di Parigi sul luogo della prima sepoltura di Maria Antonietta e Luigi XVI, ex cimitero della Madeleine, oggi in piazza Luigi XVI, 8º arrondissement.

Il 21 gennaio 1815, giorno in cui cadeva il ventiduesimo anniversario dalla morte del re, avvenne una solenne processione sino all'abbazia di Saint-Denis, dove Luigi XVI e Maria Antonietta furono inumati, e dove venne eretto un sepolcro; su parte del cimitero della Madeleine Luigi XVIII fece costruire una cappella espiatoria, accanto alla chiesa della Madeleine. In Francia si sviluppò in seguito un certo culto del "re martire" e della "regina martire".

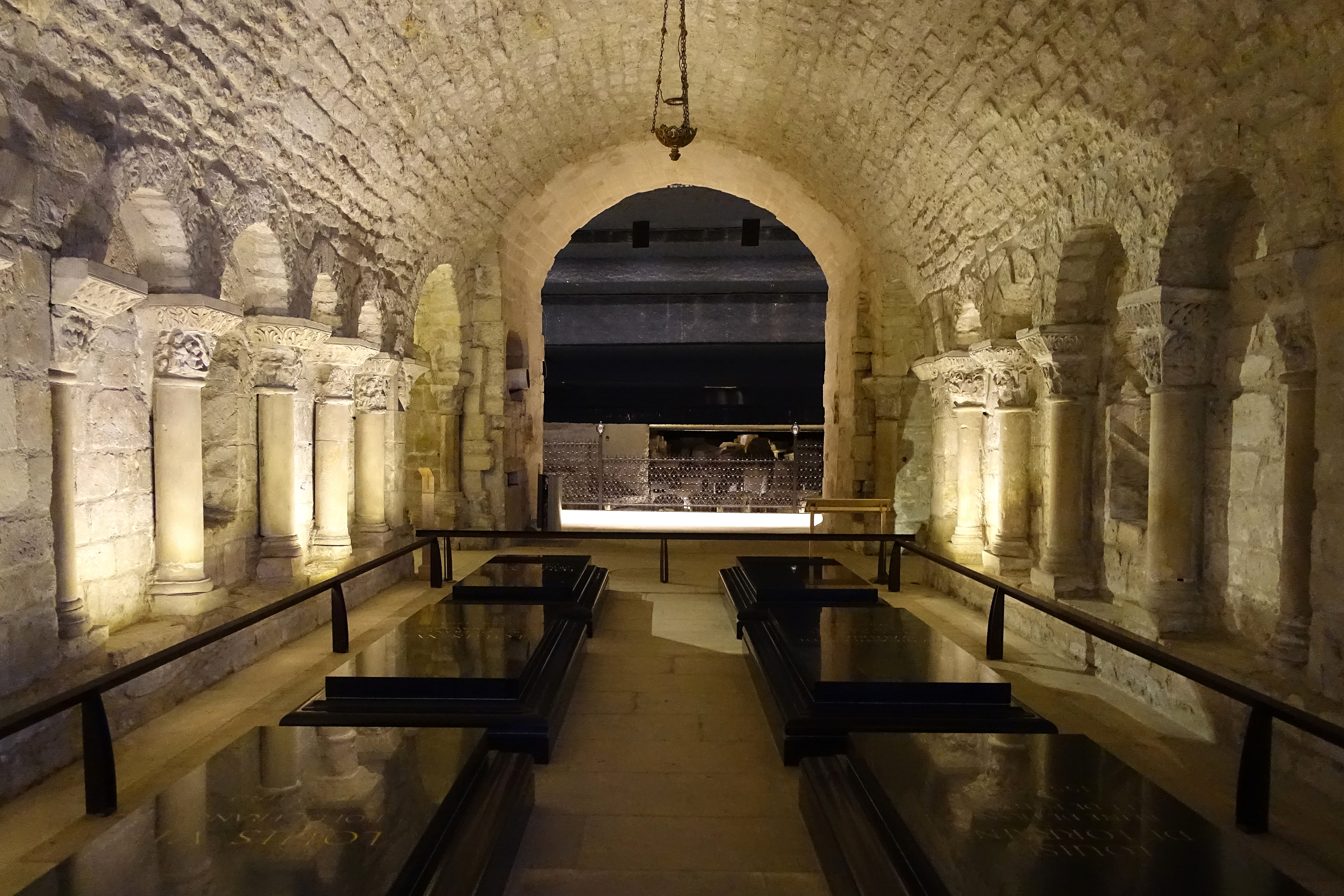
Sepolture nella cripta reale a Saint-Denis: le tombe di Maria Antonietta e Luigi XVI sono le ultime in fondo.

Sia Luigi XVI, e di riflesso, seppur non ufficialmente, Maria Antonietta, che la sorella del re, Madame Elisabeth, furono considerati "martiri" da Papa Pio VI in due allocuzioni; secondo il pontefice il re fu decapitato, come Maria Stuarda, a causa della volontà di "protestanti anticattolici" (riferimento agli ugonotti: "già da tempo i Calvinisti avevano cercato di abbattere in Francia la Religione Cattolica; ma bisognava prima preparare gli animi"; questo nonostante il rapporto tra Luigi e i protestanti fosse stato ben più complesso) che diffusero secondo il papa il sentimento antimonarchico tramite gli scritti antireligiosi illuministi, in spregio alla religione e non solo per motivi politici: "E chi mai potrebbe mettere in dubbio che quel Re fu messo a morte per odio contro la Fede e oltraggio ai dogmi del Cattolicesimo?"; nel caso del re avvenne a Roma il 17 giugno 1793, con il discorso Quare lacrymae.

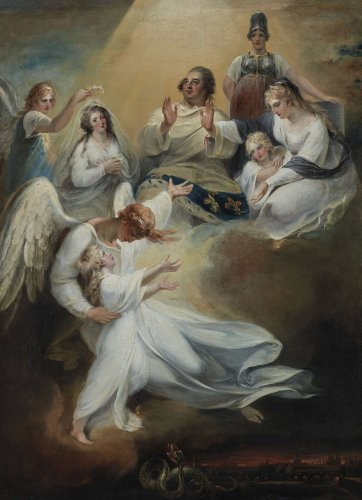
Dipinto celebrativo di William Hamilton, L'apoteosi di Luigi XVI, che mostra il re, la regina (a sinistra con la "corona del martirio") e la famiglia reale ascesi in Paradiso. Luigi XVI siede al centro in atteggiamento di preghiera, Maria Antonietta è in ginocchio a sinistra mentre un angelo le pone la corona sul capo; Madame Elisabeth tiene in braccio Luigi XVII, mentre un angelo consola la superstite Maria Teresa. In alto a destra, Minerva, dea romana della giustizia e della sapienza, sorveglia la scena.

A differenza di quanto avvenuto con i Romanov, riabilitati ufficialmente dalla Corte suprema russa e canonizzati dalla Chiesa ortodossa, Maria Antonietta e Luigi XVI non sono mai stati simbolicamente "assolti" dall'accusa di tradimento da parte dei tribunali francesi moderni, sebbene le condanne furono implicitamente annullate già con la restaurazione di Luigi XVIII, che punì con l'esilio (legge contro i regicidi del 1816, sollecitata dagli ultrarealisti del conte d'Artois, il futuro Carlo X) i membri della Convenzione ancora vivi, molti divenuti importanti sotto Napoleone, tra quelli che votarono la decapitazione del sovrano (tra essi Jacques-Louis David, Emmanuel Joseph Sieyès e Joseph Fouché, quest'ultimo inizialmente ministro anche sotto Luigi XVIII). La cosiddetta legge di amnistia (o legge sui regicidi) esiliò infatti oltre ai parenti di Napoleone, tutti i deputati regicidi ad eccezione di coloro che non avevano firmato l'Atto addizionale emesso da Bonaparte nei cento giorni. La maggioranza furono quindi espulsi dalla Francia, con poche eccezioni come Barras e Tallien. Il "perdono" ai regicidi, a dispetto degli ultrarealisti che chiedevano pene esemplari, fu accordato anche in base alle ultime volontà del re ghigliottinato espresse nel testamento spirituale da lui redatto nel dicembre 1792 («perdono con tutto il cuore coloro che si sono fatti miei nemici senza che io gli dessi alcuna causa; e prego Dio che li perdoni, così come coloro che, per zelo falso o zelo incompreso, mi hanno fatto molto male») e ribadite sul patibolo.

## Analisi sui resti
I resti dello scheletro di Luigi, riesumati e sepolti in Saint-Denis, erano stati ricoperti di calce viva, e furono identificati dalla posizione del corpo e della sepoltura (più profonda e in fossa singola, accanto alla regina, riconosciuta per la presenza di una giarrettiera e dalla somiglianza della testa con i ritratti e le testimonianze tra cui quella di François-René de Chateaubriand) secondo Desclozeaux, dai brandelli dei vestiti, e dall'alta statura (circa 190 cm). Alcuni come Paul e Pierrette Girault de Coursac, due studiosi monarchici, avanzavano dubbi a causa della mancanza dell'anello dell'incoronazione, tuttavia nessun testimone indicano che lo portasse. Luigi aveva infatti consegnato alla regina anche la propria fede nuziale. Non sono state effettuate riesumazioni e test moderni sulle ossa, nemmeno quando la cripta dei Borbone fu restaurata e le bare coperte dalle attuali lapidi in marmo nero negli anni 1950. Un'analisi del presunto DNA di Luigi è stato effettuato nel 2012, nell'ambito della ricerca per stabilire l'autenticità della testa di Enrico IV di Francia.

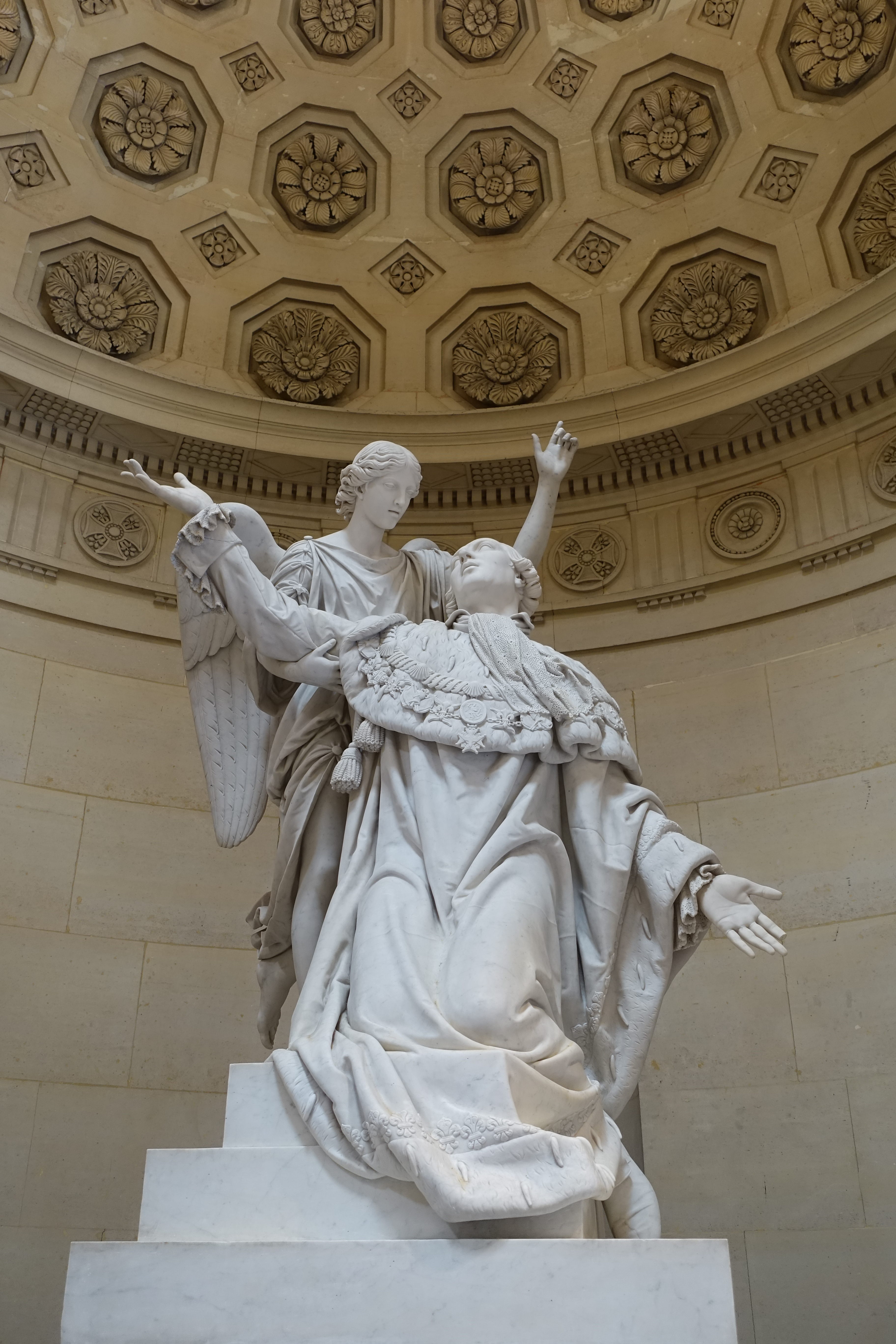
Statua celebrativa di Luigi XVI nella Cappella Espiatoria

Sono stati condotti studi a Barcellona su una reliquia in possesso di una famiglia nobile italiana dell'Emilia-Romagna, una zucca intagliata a forma di bottiglia e finemente istoriata all'interno della quale si trovava un campione secco del sangue raccolto con un fazzoletto imbevuto ai piedi della ghigliottina durante l'esecuzione di re Luigi XVI nel 1793 a Parigi, cosa raccontata da diversi testimoni, in questo caso da un tale Maximin Bourdaloue, che avrebbe poi commissionato il manufatto a un artigiano di Parigi, per poi rivenderlo. Il team di scienziati con Philippe Charlier trovò un profilo genetico comune tra i due campioni reperiti e se ne concluse dunque che i due soggetti dovevano "vantare lo stesso patrimonio genetico attraverso i loro padri". Secondo lo studio, Luigi XVI e la sua discendenza patrilineare e quindi anche Enrico IV, apparterrebbero all'aplogruppo del cromosoma Y G2a. Questo lavoro, pubblicato dalla rivista Forensic Science International, fece emergere anche un'attesa risposta ad una domanda che molti storici si ponevano, ovvero se Luigi XIV fosse davvero figlio di Luigi XIII e non invece di Mazzarino o di un altro ipotetico amante di Anna d'Austria Il DNA non è stato confrontato con quello del cuore pietrificato del delfino Luigi XVII custodito a Saint-Denis, da cui è stato estratto solo il DNA mitocondriale, più resistente, e risultato identico alla linea di Maria Antonietta; non è stato possibile quindi verificare se Luigi XVI fosse il vero genitore di Luigi Carlo, la cui paternità al tempo fu attribuita dalle dicerie ad amanti della regina come Fersen. Alcuni dei cromosomi esaminati sono collegati a caratteristiche fisiche attestate in Luigi XVI, come gli occhi di colore azzurro. Secondo invece un'analisi approfondita successiva del 2014, eseguita dal biologo catalano Carles Lalueza Fox, noto per aver analizzato il sangue del rivoluzionario Marat e che aveva già partecipato alle analisi del 2006, del 2010 e del 2012, il DNA non è del re e la reliquia sarebbe quindi un falso, infatti il corredo genetico definirebbe la presenza di occhi marroni e non sarebbero presenti gli alleli collegati all'alta statura del sovrano, né un collegamento famigliare del sangue con i Borboni viventi. Tuttavia il reperto è risultato fortemente contaminato e povero, e la presenza di DNA umano ridotta al 23,66 %, rendendo difficile un'analisi definitiva; data la complessità degli antenati del re, le varie contaminazioni e altri motivi, gli studiosi hanno ritenuto tuttavia ancora possibile tecnicamente, anche se non molto plausibile, che almeno il DNA mitocondriale ritrovato nella polvere nera, residuo ematico nella zucca (mentre non è stato trovato il fazzoletto), possa comunque essere di Luigi XVI. Anche l'analisi delle ossa, contaminate dagli agenti atmosferici e dalla terra per 21 anni, nonché degradato dalla calce viva, potrebbe risultare inconcludente per il recupero di un profilo di DNA.

## Personalità di Luigi XVI

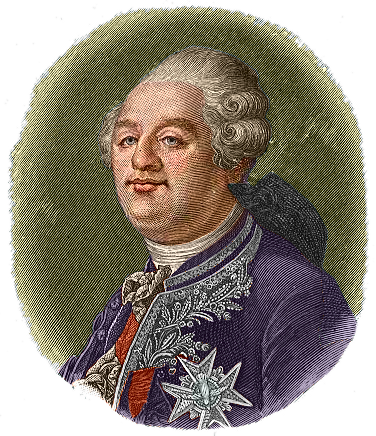
Luigi XVI negli anni 1790, disegno di Joseph Boze

Luigi XVI viene descritto come un uomo debole, inadatto al trono o poco capace di prendere decisioni difficili.
Sulla psicologia di Luigi XVI sono state fatte diverse osservazioni, per esempio che fosse affetto da una nevrosi ossessiva dato la sua mania di annotare ogni minima cosa (anche gli animali – rondini, cani, ecc. – uccisi per sbaglio durante le sue predilette battute di caccia) o la passione sullo smontare e rimontare orologi. Si è detto anche che soffrisse di criptoforia, una sorta di psicosi tipica di chi nasconde al proprio interno la "personalità fantasma"; essa può essere, in un particolare senso psicoanalitico, di un'altra persona, spesso un fratello o una sorella. Nel caso di Luigi, probabilmente, fu quella del fratello maggiore, il duca di Borgogna, morto prima di lui, facendolo divenire erede al trono come Delfino di Francia: infatti era un destino che, da giovane, Luigi pensava forse di non dover mai affrontare e che gli pesò molto, imponendosi appunto di dover sostituire il fratello.

### Rapporto con la moglie Maria Antonietta

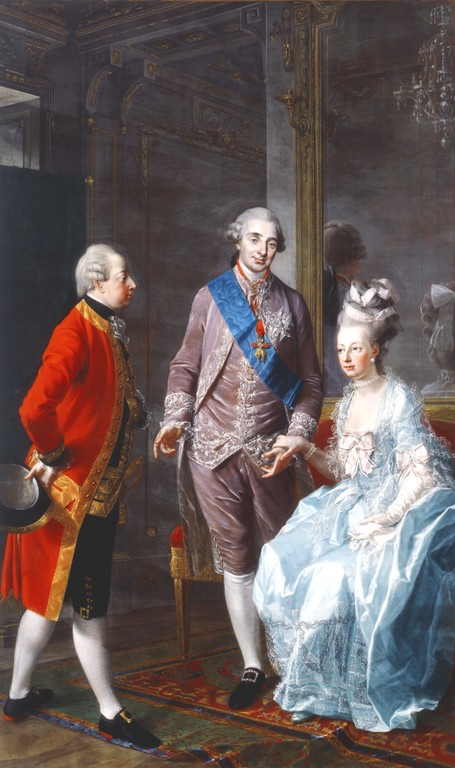
Luigi e Maria Antonietta ricevono l'arcivescovo e arciduca Massimiliano d'Asburgo-Lorena, fratello della regina

Il matrimonio tra Luigi XVI e Maria Antonietta fu relativamente tranquillo e accomodante, nonostante i due fossero estremamente diversi sia per temperamento fisico sia per interessi: infatti, non era possibile che scaturissero tensioni poiché il re e la regina evitavano ogni attrito tra di loro, il primo per apatia, la seconda per noncuranza. L'unico pesante ostacolo alla felicità coniugale dei sovrani di Francia fu rappresentato dalla mancata consumazione delle nozze nei primi sette anni di matrimonio. Per molto tempo si ritenne che Luigi XVI fosse affetto da una dolorosa fimosi, che gli impedì per molto tempo di avere rapporti sessuali. Tuttavia durante una visita a Parigi l'imperatore Giuseppe II, fratello di Maria Antonietta, dopo aver parlato con il re, arrivò alla conclusione che egli soffrisse di problemi eminentemente psicologici, e praticasse il coito interrotto. Ciò che rendeva questa situazione ancora più insopportabile per la giovane coppia era il fatto che, in quanto sovrani, la loro vita era sotto gli occhi di tutta la corte di Versailles, che da dietro le quinte malignava sui loro insuccessi, come era stato per Luigi XIII, considerato a lungo impotente o omosessuale. Luigi XVI era inibito con le donne anche dal fatto di essere cresciuto in un ambiente dove dominavano le amanti di Luigi XV, verso le quali provava repulsione.
L'umiliazione derivante da questa peculiare circostanza lasciò una macchia indelebile sulla loro relazione coniugale. Dal momento che non poteva soddisfare fisicamente la moglie né metterla nella circostanza di procreare un erede maschio per la Francia, Luigi XVI permise che la regina si desse a divertimenti costosi e sciocchi per sopperire alle sofferenze del matrimonio e per dimenticare mortificazione e solitudine. Maria Antonietta, tranne che nelle questioni politiche, riusciva a ottenere dal re tutto quello che desiderava, nonostante questi non approvasse i suoi comportamenti, le sue considerevoli spese, né apprezzasse le persone di cui si era circondata. Tuttavia, il re cedeva sempre dinanzi alle richieste di Maria Antonietta, come per scusarsi delle proprie colpe, che segretamente facevano soffrire entrambi.
L'arrendevolezza di Luigi XVI nei confronti della moglie faceva sentire quest'ultima superiore al re. Tuttavia, da un punto di vista prettamente politico, Maria Antonietta non riuscì ad avere particolare presa sul consorte, nonostante sia l'imperatrice Maria Teresa sia l'ambasciatore Mercy l'avessero spesso esortata ad acquistarsi le simpatie di Luigi XVI al fine di influenzare la sua politica estera in favore della Casa d'Austria. Pertanto Maria Antonietta si sentiva autorizzata dall'alto a pensare di essere superiore al re, un uomo che non amava e che l'aveva per anni umiliata come donna, respingendola sentimentalmente e fisicamente. In un'occasione, poco dopo l'incoronazione di Luigi XVI nel 1775, Maria Antonietta si azzardò, con grande scandalo della madre, a definire il marito «quel pover'uomo». Luigi e Maria Antonietta si riavvicinarono solo dopo che ebbero la prima figlia, tanto che ne ebbero altri tre, successivamente. Alla fine, soprattutto durante la prigionia, Luigi XVI e la moglie arrivarono a un profondo affetto, se non amore, l'uno per l'altra, tanto che la regina propose a Luigi di passare l'ultima notte insieme, prima della decapitazione del re. Luigi rifiutò, ma solo perché voleva passarla in preghiera, come era stato alla vigilia dell'incoronazione.

## Storiografia

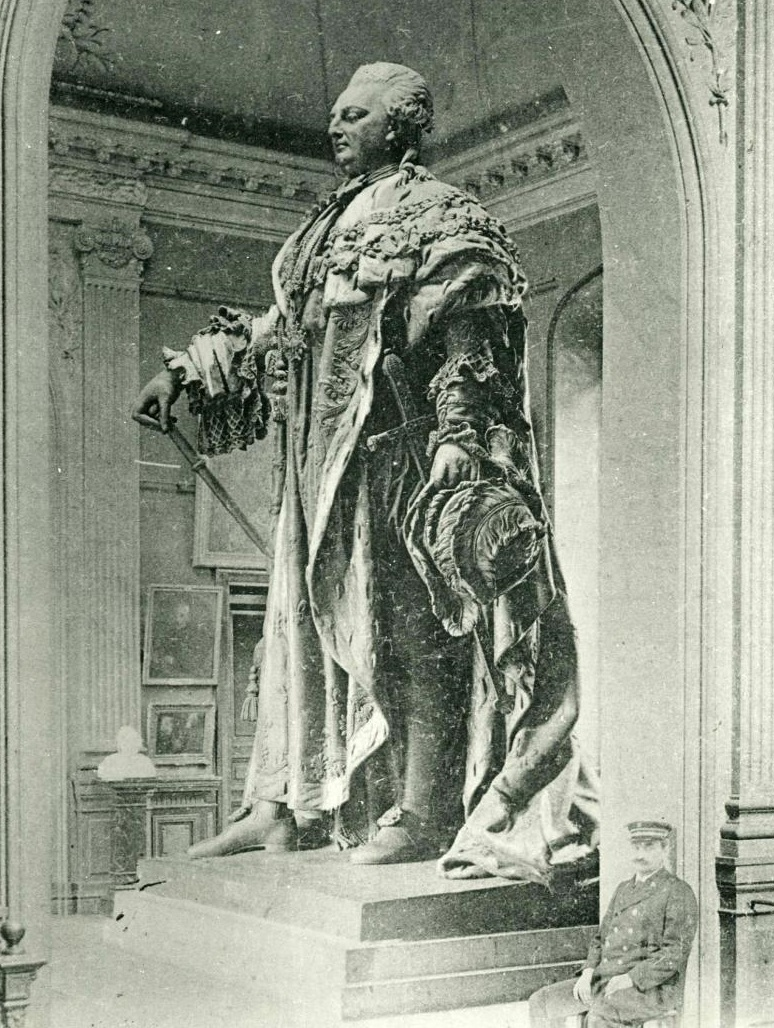
Luigi XVI, statua colossale in bronzo di Nicolas Raggi (1829), commissionata dalla città di Bordeaux in omaggio al "re-martire" durante la Restaurazione, fusa nel 1941 dal governo di Vichy.

Durante la fase giacobina della Rivoluzione francese, Luigi XVI fu trattato come un "tiranno" e considerato un traditore della patria che faceva il doppio gioco: avrebbe preteso di accettare le misure della Rivoluzione francese, per salvaguardare la sua vita e il suo trono, mentre segretamente desiderava la guerra, in collusione con i principi stranieri che dichiaravano guerra alla Francia rivoluzionaria. Anche se diversi storici hanno tentato di rettificare quest'immagine, come avviene per la consorte Maria Antonietta, Luigi continua d'altra parte ad avere molti critici. In Francia il 21 gennaio di ogni anno viene celebrato il tradizionale pranzo del Club de la Tête de Veau, che ricorda la decapitazione del sovrano con la degustazione di piatti a base di testa di vitello. Nel suo romanzo L'educazione sentimentale lo scrittore francese Gustave Flaubert fa dire a un ex delegato del governo provvisorio del 1814 che tale usanza sarebbe stata una parodia delle celebrazioni che si tenevano in Inghilterra il 30 gennaio per celebrare l'anniversario della decapitazione di Carlo I (1649). Lo stesso Flaubert fa concludere al suo personaggio che ciò proverebbe che "l'imbecillità è feconda" ("la bêtise est féconde").
Da parte sua, la corrente monarchica della controrivoluzione dipinse nello stesso periodo il ritratto di un "re martire", conservatore, molto cattolico, amante del suo popolo ma da esso incompreso. Si sviluppò rapidamente un'importante agiografia.

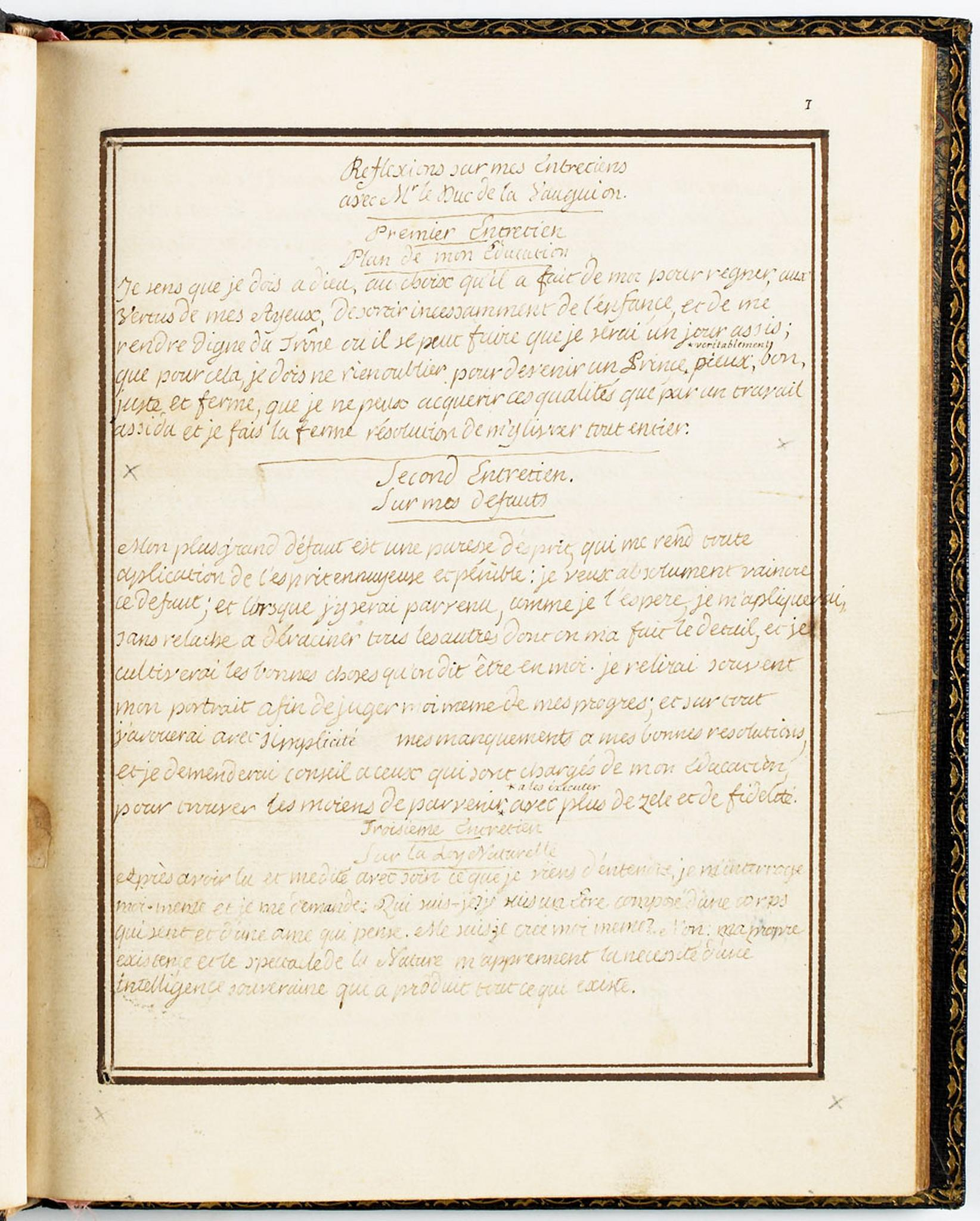
Estratto dal diario di Luigi XVI (1762-1769).

Nel 1900, il leader socialista Jean Jaurès, giudicava Luigi XVI "indeciso e pesante, incerto e contraddittorio". Crede di non aver compreso la "rivoluzione di cui lui stesso aveva riconosciuto la necessità e di cui aveva aperto la carriera" che gli ha impedito di prendere l'iniziativa di formare una "democrazia vera" perché "gli è stato impedito di farlo dalla persistenza del pregiudizio reale; glielo impediva soprattutto il peso segreto dei suoi tradimenti. Perché non aveva solo cercato di moderare la Rivoluzione: aveva invitato gli stranieri a distruggerla"..
Nel 1922, Albert Mathiez lo descrisse come un "uomo grasso, dai modi ordinari, [che] amava solo la tavola, la caccia o l'officina del fabbro François Gamain. Il lavoro intellettuale lo stancava. Si addormentava al Consiglio. Ben presto fu oggetto di scherno per cortigiani frivoli e frivole".
Storici della Rivoluzione francese del XX se, Albert Soboul, Georges Lefebvre, Alphonse Aulard, Albert Mathiez, fanno parte della storiografia post-giacobina che ritiene che Luigi XVI abbia tradito la Rivoluzione francese.
Una corrente storiografica, di riabilitazione, colloca Luigi XVI nella linea dell'assolutismo illuminato. Questa è, ad esempio, la biografia dello storico Jean de Viguerie (Università di Lille). Per lui, "nutrito da Fénelon, aperto all'Illuminismo, convinto che governare fosse fare del bene, Luigi XVI, re singolare, principe affettuoso, non poteva che essere sensibile all'aspetto generoso del 1789, poi scioccato – perfino disgustato – dagli eccessi rivoluzionari. Re benevolo, fu travolto da una tempesta imprevedibile, quasi inarrestabile”.

Sulla stessa linea è la biografia dello scrittore Jean-Christian Petitfils per il quale Louis XVI è: 
 Riguardo all'episodio di Varennes, Petitfils descrive un Luigi XVI ancora molto popolare in provincia, che fugge dalla capitale dove è prigioniero per organizzare un nuovo rapporto di forza con l'Assemblea e per proporre una nuova costituzione che equilibri meglio i poteri, non per tradire la Francia. Sempre Petitfils aggiunge 
In Italia la storiografia revisionistica non agiografica fu rappresentata ad esempio da Antonio Spinosa con la sua biografia Luigi XVI. L'ultimo sole di Versailles.
Per il Dizionario critico della Rivoluzione francese di François Furet e Mona Ozouf (1989), gli storici "hanno potuto dipingerlo talvolta come un re saggio e illuminato, desideroso di preservare l'eredità della corona guidando gli sviluppi necessari, talvolta come sovrano fu debole e improvvido, prigioniero degli intrighi di corte, che naviga per giudizio, senza mai riuscire a influenzare il corso delle cose. Ci sono ragioni politiche per questi giudizi, poiché lo sfortunato Luigi XVI è preso in prima linea nella grande disputa tra l'Ancien Régime e la Rivoluzione". François Furet crede comunque in un doppio gioco del re.

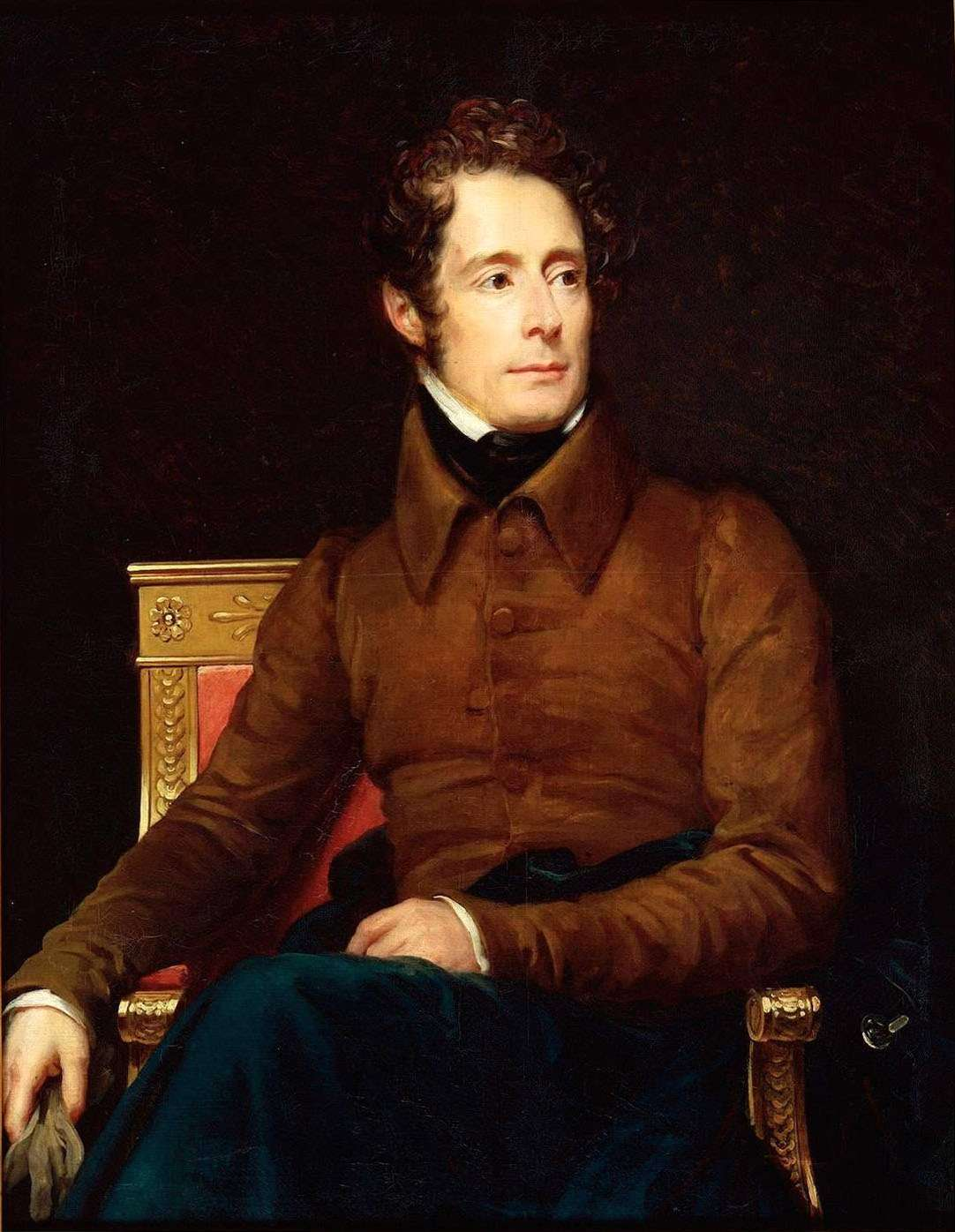
Lamartine nel 1831

Il processo a Luigi XVI si basò principalmente sull'accusa di tradimento contro la patria. Nel 1847, Jules Michelet e Alphonse de Lamartine affermarono che la monarchia era stata correttamente abolita nel 1792 ma che l'esecuzione del re indifeso era un errore politico che danneggiava l'immagine della nuova repubblica. Michelet, Lamartine e Edgar Quinet denunciarono il fanatismo dei "regicidi" e paragonarono l'esecuzione a un sacrificio umano. Questa idea è ripresa da saggista Roberto Calasso nella sua opera sulla figura antropologica del re sacro secondo l'influenza delle teorie di James Frazer. Michelet afferma che l'esecuzione creò il precedente per il Terrore.
Gli scrittori Paul e Pierrette Girault de Coursac ritengono che la colpa dei legami di Luigi XVI con l'estero sia da imputare non al re ma ad un partito reazionario di corte, incarnazione del "governo dei peggiori". Il loro lavoro sulla riabilitazione di Luigi (Enquête sur le trial du roi Louis XVI, Parigi, 1982) afferma che l'armoire de fer contenente la corrispondenza segreta del re con gli stranieri i principi sarebbe stato un falso del rivoluzionario girondino Roland per accusare il re. Lo storico Jacques Godechot criticò aspramente i metodi e le conclusioni di questo lavoro, ritenendo da parte sua che la condanna di Luigi XVI fosse automaticamente inclusa nel suo processo, perché il sovrano deposto fu trattato come un "nemico che è stato sconfitto" dai rivoluzionari.. Jean Jaurès aveva ricostruito in un capitolo del suo affresco "quale avrebbe dovuto essere invece la difesa di Luigi XVI".
A livello internazionale, alcuni storici a volte lo paragonano a Carlo I e Nicola II.; questi tre monarchi furono vittime ciascuno di regicidio, furono a loro tempo accusati dai loro detrattori di inclinazioni assolutiste e durante le grandi crisi che affrontarono aumentarono i loro errori, dimostrarono scarse capacità di mediazione e si circondarono di cattivi consiglieri gettando il loro paese nell'abisso, prima di essere sostituiti da leader rivoluzionari resi responsabili di esperienze di dittatoriale o addirittura proto-totalitarie.

## Ascendenza
|                              |                       |                                          | Genitori                                  |  |  | Nonni |  |  | Bisnonni                |  |  | Trisnonni              |  |
|                              |                       |                                          |                                           |  |  |       |  |  | Luigi, duca di Borgogna |  |  | Luigi, il Gran Delfino |  |
|                              |                       |                                          |                                           |  |  |       |  |  | Luigi, duca di Borgogna |  |  | Luigi, il Gran Delfino |  |
|                              |                       | Duchessa Maria Anna Vittoria di Baviera  |                                           |  |  |       |  |  | Luigi, duca di Borgogna |  |  |                        |  |
| Luigi XV di Francia          |                       |                                          |                                           |  |  |       |  |  | Luigi, duca di Borgogna |  |  |                        |  |
|                              |                       | Maria Adelaide di Savoia                 | Vittorio Amedeo II di Savoia              |  |  |       |  |  |                         |  |  |                        |  |
|                              |                       | Maria Adelaide di Savoia                 | Vittorio Amedeo II di Savoia              |  |  |       |  |  |                         |  |  |                        |  |
|                              |                       | Maria Adelaide di Savoia                 | Anna Maria d'Orléans                      |  |  |       |  |  |                         |  |  |                        |  |
| Luigi di Borbone-Francia     |                       | Maria Adelaide di Savoia                 |                                           |  |  |       |  |  |                         |  |  |                        |  |
|                              |                       | Stanisalo I di Polonia                   | Conte Rafal Leszczynski                   |  |  |       |  |  |                         |  |  |                        |  |
|                              |                       | Stanisalo I di Polonia                   | Conte Rafal Leszczynski                   |  |  |       |  |  |                         |  |  |                        |  |
|                              |                       | Stanisalo I di Polonia                   | Principessa Anna Jablonowska              |  |  |       |  |  |                         |  |  |                        |  |
| Maria Leszczyńska            |                       | Stanisalo I di Polonia                   |                                           |  |  |       |  |  |                         |  |  |                        |  |
|                              |                       | Caterina Opalińska                       | Conte Jan Karol Opalinski                 |  |  |       |  |  |                         |  |  |                        |  |
|                              |                       | Caterina Opalińska                       | Conte Jan Karol Opalinski                 |  |  |       |  |  |                         |  |  |                        |  |
|                              |                       | Caterina Opalińska                       | Contessa Zofia Czarnkowska                |  |  |       |  |  |                         |  |  |                        |  |
| Luigi XVI di Francia         |                       | Caterina Opalińska                       |                                           |  |  |       |  |  |                         |  |  |                        |  |
|                              | Augusto II di Polonia | Giovanni Giorgio III di Sassonia         |                                           |  |  |       |  |  |                         |  |  |                        |  |
|                              | Augusto II di Polonia | Giovanni Giorgio III di Sassonia         |                                           |  |  |       |  |  |                         |  |  |                        |  |
|                              | Augusto II di Polonia | Anna Sofia di Danimarca                  |                                           |  |  |       |  |  |                         |  |  |                        |  |
| Augusto III di Polonia       | Augusto II di Polonia |                                          |                                           |  |  |       |  |  |                         |  |  |                        |  |
|                              |                       | Cristiana di Brandeburgo-Bayreuth        | Cristiano Ernesto di Brandeburgo-Bayreuth |  |  |       |  |  |                         |  |  |                        |  |
|                              |                       | Cristiana di Brandeburgo-Bayreuth        | Cristiano Ernesto di Brandeburgo-Bayreuth |  |  |       |  |  |                         |  |  |                        |  |
|                              |                       | Cristiana di Brandeburgo-Bayreuth        | Sofia Luisa di Württemberg                |  |  |       |  |  |                         |  |  |                        |  |
| Maria Giuseppina di Sassonia |                       | Cristiana di Brandeburgo-Bayreuth        |                                           |  |  |       |  |  |                         |  |  |                        |  |
|                              |                       | Giuseppe I d'Asburgo                     | Leopoldo I d'Asburgo                      |  |  |       |  |  |                         |  |  |                        |  |
|                              |                       | Giuseppe I d'Asburgo                     | Leopoldo I d'Asburgo                      |  |  |       |  |  |                         |  |  |                        |  |
|                              |                       | Giuseppe I d'Asburgo                     | Eleonora del Palatinato-Neuburg           |  |  |       |  |  |                         |  |  |                        |  |
| Maria Giuseppa d'Austria     |                       | Giuseppe I d'Asburgo                     |                                           |  |  |       |  |  |                         |  |  |                        |  |
|                              |                       | Guglielmina Amalia di Brunswick-Lüneburg | Giovanni Federico di Brunswick-Lüneburg   |  |  |       |  |  |                         |  |  |                        |  |
|                              |                       | Guglielmina Amalia di Brunswick-Lüneburg | Giovanni Federico di Brunswick-Lüneburg   |  |  |       |  |  |                         |  |  |                        |  |
|                              |                       | Guglielmina Amalia di Brunswick-Lüneburg | Benedetta Enrichetta del Palatinato       |  |  |       |  |  |                         |  |  |                        |  |
|                              |                       | Guglielmina Amalia di Brunswick-Lüneburg |                                           |  |  |       |  |  |                         |  |  |                        |  |

## Nella cultura di massa

### Filmografia
| Anno      | Film | Attore                  | Note                                           |
| --------- | --- | ----------------------- | ---------------------------------------------- |
| 1912      | L'Affaire du collier de la reine | Henri Étiévant          | Cortometraggio                                 |
| 1916      | My Lady's Slipper | Joseph Kilgour          |                                                |
| 1921      | Le due orfanelle (Orphans of the Storm) | Lee Kohlmar             |                                                |
| 1922      | Marie Antoinette - Das Leben einer Königin | Viktor Schwannecke      |                                                |
| 1923      | Scaramouche | Edwin Argus             |                                                |
| 1923      | L'enfant roi | Louis Sance             |                                                |
| 1924      | L'ombra di Washington (Janice Meredith) | Edwin Argus             |                                                |
| 1925      | Madame Sans-Gêne | Louis Sance             |                                                |
| 1927      | Napoleone (Napoléon vu par Abel Gance) | Louis Sance             |                                                |
| 1929      | Cagliostro - Liebe und Leben eines großen Abenteurers | Edmond Van Daële        |                                                |
| 1929      | La collana della regina (Le Collier de la reine) | Harry Harment           | Dal romanzo omonimo di Alexandre Dumas         |
| 1930      | La fanciulla di Saint Cloud (Captain of the Guard) | Stuart Holmes           |                                                |
| 1931      | Danton | Ernst Stahl-Nachbaur    |                                                |
| 1935      | Napoléon Bonaparte | Jack Rye                |                                                |
| 1938      | La marsigliese (La Marseillaise) | Pierre Renoir           |                                                |
| 1938      | Maria Antonietta (Marie Antoinette) | Robert Morley           |                                                |
| 1938      | Remontons les Champs-Élysées | Jean Hébey              |                                                |
| 1946      | Il cavaliere mascherato (The Fighting Guardsman) | Lloyd Corrigan          |                                                |
| 1946      | La collana della regina (L'Affaire du collier de la reine) | Jean Hébey              |                                                |
| 1949      | Cagliostro (Black Magic) | Lee Kresel              |                                                |
| 1954      | Versailles (Si Versailles m'était conté) | Gilbert Bokanowski      |                                                |
| 1954      | Madame du Barry | Serge Grand             |                                                |
| 1955      | Napoleone Bonaparte | Gilbert Bokanowski      |                                                |
| 1956      | Si Paris nous était conté | Gilbert Bokanowski      |                                                |
| 1956      | Maria Antonietta regina di Francia (Marie-Antoinette reine de France) | Jacques Morel           |                                                |
| 1956      | 1º episodio della serie Bouquet de joie | Jacques Mareuil         |                                                |
| 1957      | "Le chevalier d'Éon" episodio della serie Énigmes de l'histoire | Roger Paschy            |                                                |
| 1959      | Il grande capitano (John Paul Jones) | Jean-Pierre Aumont      |                                                |
| 1960      | "La nuit de Varennes", episodio della serie La caméra explore le temps | Robert Lombard          |                                                |
| 1962      | La Fayette - Una spada per due bandiere (La Fayette) | Albert Rémy             |                                                |
| 1962      | "L'affaire du collier de la reine", episodio della serie La caméra explore le temps                                                                                         | Jacques Morel           |                                                |
| 1964      | "La primula rossa", episodio della serie Biblioteca di Studio Uno | Silvio Gigli            | Dal romanzo La Primula Rossa di Emma Orczy     |
| 1965      | Greven av Monte Christo | Willie Hoel             | Serie televisiva                               |
| 1968      | Rose rosse per Angelica | José María Caffarel     |                                                |
| 1969      | Beaumarchais | Albrecht Schiemann      | Film televisivo                                |
| 1970      | Fate la rivoluzione senza di noi (Start the Revolution Without Me) | Hugh Griffith           |                                                |
| 1970      | Una coccarda per il re | Mario Valgoi            |                                                |
| 1972      | A Clock Work Blue | Sebastian Brook         |                                                |
| 1972      | Figaro-ci, Figaro-là | Roger Dumas             | Film televisivo                                |
| 1975      | The Legendary Curse of the Hope Diamond | Robert Clary            | Film televisivo                                |
| 1975      | Marie-Antoinette | Jean-Michel Farcy       | Miniserie televisiva                           |
| 1976      | "Chapter III: John Adams, Diplomat", episodio della miniserie The Adams Chronicles                                                                                          | Lance Davis             | Miniserie televisiva                           |
| 1976      | "El collar de la reina", episodio della serie Novela | Emiliano Redondo        |                                                |
| 1976      | Waffen für Amerika | Mogens von Gadow        | Film televisivo                                |
| 1976      | Destinée de Monsieur de Rochambeau | Gérard Caillaud         | Film televisivo                                |
| 1978      | "Mourir à Paris", episodio della serie Ce diable d'homme | Jean-Pierre Lugan       |                                                |
| 1979      | On efface tout | Jacques Ardouin         |                                                |
| 1979      | Lady Oscar | Terence Budd            |                                                |
| 1979      | La nuit de l'été | Henri Tisot             | Film televisivo                                |
| 1979-1980 | Lady Oscar (Berusaiyu no bara) | Yoshito Yasuhara (voce) | Serie televisiva d'animazione                  |
| 1980      | "Marie-Antoinette", episodio della serie Une maison, une histoire | Yves Pignot             |                                                |
| 1981      | La pazza storia del mondo (History of the World: Part I) | Mel Brooks              | Film commedia                                  |
| 1982      | Malesherbes, avocat du roi | Gérard Caillaud         | Film televisivo                                |
| 1982      | Il mondo nuovo (La nuit de Varennes) | Michel Piccoli          |                                                |
| 1985      | La vera storia della rivoluzione francese (Liberté, égalité, choucroute) | Michel Serrault         |                                                |
| 1986      | Dave Thomas: The Incredible Time Travels of Henry Osgood | Martin Short            | Film televisivo                                |
| 1989      | France images d'une révolution | Claude Brosset          |                                                |
| 1989      | Maria Antonietta - Regina di un solo amore (Marie Antoinette, reine d'un seul amour), episodio della serie Il corpo di Marianna - Storie d'amore nella Rivoluzione Francese | Dominique Besnehard     |                                                |
| 1989      | La rivoluzione francese (La Révolution française) | Jean-François Balmer    |                                                |
| 1989      | La comtesse de Charny | Eric Prat               | Miniserie televisiva                           |
| 1989      | L'été de la révolution | Bruno Cremer            | Film televisivo                                |
| 1989      | Liberté, Libertés | Philippe Faure          | Film televisivo                                |
| 1995      | Jefferson in Paris | Michael Lonsdale        |                                                |
| 1996      | L'insolente (Beaumarchais l'insolent) | Dominique Besnehard     |                                                |
| 1996      | Ridicule | Urbain Cancelier        |                                                |
| 2001      | L'intrigo della collana (The Affair of the Necklace) | Simon Shackleton        |                                                |
| 2005      | Marie Antoinette | Michel Fau              | Film televisivo                                |
| 2006      | Marie Antoinette | Jason Schwartzman       |                                                |
| 2006      | Maria Antonietta (Marie-Antoinette) | Olivier Aubin           | Film televisivo                                |
| 2008      | "Don't Tread on Me", episodio della miniserie John Adams | Damien Jouillerot       | Miniserie televisiva                           |
| 2009      | "L'évasion de Louis XVI", episodio della serie Ce jour là, tout a changé | Antoine Gouy            |                                                |
| 2009      | Luigi XV - Il sole nero (Louis XV, le soleil noir) | Florian Cadiou          | Film televisivo                                |
| 2011      | Luigi XVI - L'uomo che non voleva essere re (Louis XVI, l'homme qui ne voulait pas être roi)                                                                                | Gabriel Dufay           | Film televisivo                                |
| 2012      | The War of the Vendee | Louis Rubera            | Film uscito in home video                      |
| 2012      | Paoli et Lafayette, héros du nouveau monde | Baptist Agostini-Croce  | Film televisivo                                |
| 2012      | Les Adieux à la Reine | Xavier Beauvois         | Dal romanzo Addio mia regina di Chantal Thomas |
| 2012      | Party Like the Queen of France | Maxx Maulion            | Film televisivo                                |
| 2012      | Billets pour Trianon | Wilfried Richard        |                                                |
| 2012      | Red Hot History | Loïc Benot              | Serie televisiva                               |
| 2013-2015 | Nicolas Le Floch | Louis Barraud           | Serie televisiva                               |
| 2014      | "Louvre", episodio della serie Greatest Mysteries | Robby Johnson           |                                                |
| 2015      | After Pigeons and Chineses | Henri Rizk              |                                                |
| 2016      | "Capitolo 38", episodio della serie Jane the Virgin | Ricardo Mamood-Vega     | Serie televisiva non storica                   |
| 2017      | Rêve de fer | Fabien Remblier         |                                                |
| 2017      | Un peuple et son roi | Laurent Lafitte         |                                                |
| 2022      | Maria Antonietta | Louis Cunningham        | Serie televisiva                               |
| 2024      | Le Déluge - Gli ultimi giorni di Maria Antonietta | Guillaume Canet         |                                                |